# 2006年のテレビ (日本)
2006年のテレビでは、2006年のテレビ分野（主に日本）の動向についてまとめる。

## 出来事
| テレビせとうち新社屋（岡山市柳町（後の北区柳町））稼働開始（7月10日） |  | 南海放送新本社（本町会館。松山市本町）稼働開始（8月1日） |
| テレビせとうち新社屋（岡山市柳町（後の北区柳町））稼働開始（7月10日） |  | 南海放送新本社（本町会館。松山市本町）稼働開始（8月1日） |

北海道テレビ・新ロゴ

- 1月1日 - 北海道テレビ（テレビ朝日系）は、同年6月1日の地上デジタル放送の開始に向けて、ロゴを一新。
- 1月16日 - 北日本放送（日本テレビ系）が、ハイビジョンニュースシステム運用開始。また、衛星中継や県内各支社からのニュース映像もハイビジョン伝送が可能となる。これをもって同局でのハイビジョンデジタル放送機器の整備が全て完了（全国の民間放送では初）。
- 1月23日 - 2005年7月と9月に放送された、日本テレビ『ニュースプラス1』で、架空の人物を登場させるというやらせがあった問題について、同局は取締役1名を厳重注意、報道局長ら関係者3名を減給処分とした。これにより、1988年4月から開始した『ニュースプラス1』は平日版が3月31日をもって、土曜版が4月1日をもって終了しそれぞれ18年の歴史に幕（後番組は『NNN Newsリアルタイム』）。
- 2月20日 - 日本テレビは「年俸3000万円で企業が1名を採用」という一般参加の新番組を、企業の都合がつかなくなり取りやめた。
- 2月21日 - 藤岡琢也が、肺炎による長期加療が必要なため、1990年の放送開始から出演していた『渡る世間は鬼ばかり』（TBS系）のレギュラーを降板することを発表。代役は、宇津井健。藤岡は同年10月20日に死去。
- 2月25日 - TBS『生命38億年スペシャル 人間とは何だ』のテレ朝のニュース番組に出演している古舘伊知郎の後任として、新MCにTOKIO（城島茂・山口達也・国分太一・松岡昌宏・長瀬智也）が就任。
- 3月1日 - TBS、生放送番組のほぼ全てがハイビジョン化。
- 3月31日
  - NHKの膳場貴子アナウンサー、メ〜テレの岡山裕子アナウンサーが同局を退職。両名には何の接点もなかったが、奇しくも同年12月TBS『筑紫哲也 NEWS23』で共演することになる（関連項目）。
  - 日本テレビ系の医療情報番組『からだ元気科』が9年間の放送に幕。1961年8月に『健康増進時代』として放送開始以来、約45年間におよぶ日本医師会一社提供番組が終了した。
- 4月1日 - TBS、自社のサービスエリアである関東区域内の報道取材が原則として全てハイビジョン化（民放キー局では初）。
- 4月3日 - テレビ東京が午後5時半と午後6時半のネットセールス枠を交換し「アニメ530」と「スキバラ」がスタート。
- 5月8日 - 同年5月6日に放送されたTBSの健康情報バラエティ番組『ぴーかんバディ!』の番組内で、白インゲン豆を使用したダイエット法を紹介したところ、全国の視聴者から嘔吐や下痢などの症状を訴えるなどの苦情が寄せられたことを発表。同局は白インゲン豆によるダイエット法を中止するよう、ニュース番組や公式サイトなどで呼びかけた。
- 6月5日 - 日本全国の民放テレビ局各社が、NTTの中継回線をマイクロ波回線から光ファイバー回線に切り替える作業のため、深夜放送を未明の午前2時までに休止。
- 7月10日 - テレビせとうち（TSC / テレビ東京系列）の本社・演奏所が岡山市野田（後の北区野田）から同市柳町（後の同区柳町）の山陽新聞新本社ビルへ移転、稼働開始。
- 7月20日 - この日の日本テレビ『スッキリ!!』の番組冒頭で司会の加藤浩次が前日不祥事で所属事務所を解雇された相方の山本圭壱の事件について号泣しながら謝罪した。この場面がYouTubeで世界中に流され、話題を呼ぶ一幕があった。
- 7月28日 - テレビ朝日で2005年4月15日よりリニューアルしたアニメ・『ドラえもん』で9月1日放送分の「ドラえもん誕生日スペシャル!」よりドラミ役をタレントの千秋が務める事が決定[1][2]。
- 8月1日 - 南海放送（RNB / 日本テレビ系列）の本社・演奏所が松山市道後樋又から同市本町の南海放送本町会館（通称・メディアパーク）へ移転（厳密には既存の建築物を改装）、稼働開始（3代目の施設となる）。
- 8月26日〜8月27日 - 毎年恒例の『24時間テレビ 「愛は地球を救う」』が行われた。今回のテーマは「絆〜今、私たちにできること〜」。29回目となる今回はメインパーソナリティーをKAT-TUNが、チャリティパーソナリティーを篠原涼子が、番組パーソナリティーを久本雅美とくりぃむしちゅーが、総合司会を昨年に引き続き徳光和夫と西尾由佳理がつとめた。また、マラソンランナーにはアンガールズが抜擢され、史上最弱ランナーと呼ばれながらも放送時間内にゴールした。募金額は296,495,232円。
- 9月29日 - 日本テレビで52年間に渡り放送された報道番組『NNNきょうの出来事』が放送終了。最終版のニュースとしては最長の記録を残す（後番組は『NEWS ZERO』）。
- 10月1日 - 中央競馬三冠馬であるディープインパクトの出走する第85回凱旋門賞がNHK総合テレビジョンで生中継され、関東地区で16.4%、関西地区で19.7%と深夜にもかかわらず高視聴率を記録した。
  - フジテレビ系で2025年現在も放送中のアニメ『ONE PIECE』が日曜19:00から日曜9:30に移動。これにより、フジテレビ系のゴールデンタイムからアニメ枠が完全に消滅。同時に、1969年12月開始の『アタックNo.1』（アニメ版）以来、37年間フジテレビの日曜19:00の広告代理店を務めたADK（旧：旭通信社）はこの枠から撤退することになり、日曜9:30枠に移動した。同月15日、日曜19:00 - 19:58に『熱血!平成教育学院』が開始。
- 12月1日 - 地上デジタルテレビジョン放送が福岡県以外の九州地方各県、および岡山県・香川県でも開始され、47都道府県全てで放送開始（ただし一部中継局などを除く）。
- 12月30日 - 第48回日本レコード大賞放送。
- 12月31日 - 第57回NHK紅白歌合戦放送。

## 地上デジタル放送開始
この年の4月1日からの地上デジタル放送の開始局に於いては、特記した一部例外を除き、ワンセグ放送も同時開始となる。
- 4月1日
  - 千葉テレビ放送(サイマル試験放送開始:2月10日)
  - 新潟県
    - NHK新潟放送局(総合・教育)(サイマル試験放送開始:2月3日午前11時)
    - 新潟放送テレビ(サイマル試験放送開始:2月1日)
    - 新潟総合テレビ(サイマル試験放送開始:2月27日)

  - NHK長野放送局(総合・教育)(サイマル試験放送開始:2月3日午前10時)
  - NHK甲府放送局(総合・教育)(サイマル試験放送開始:2月10日13時59分)
  - 奈良テレビ放送
  - NHK福岡放送局(総合・教育)
  - NHK沖縄放送局(総合・教育)(サイマル試験放送開始:2月6日)

- 5月1日
  - 福井県全局(同県の全親局が放送開始を完了)
    - NHK福井放送局(総合・教育)
    - 福井放送テレビ(サイマル試験放送開始:4月3日)
    - 福井テレビ放送

- 6月1日
  - 北海道の札幌地区全局(同地区の全親局が放送開始を完了)
    - NHK札幌放送局(総合・教育)
    - 北海道放送テレビ
    - 札幌テレビ放送
    - 北海道テレビ放送
    - 北海道文化放送
    - テレビ北海道

  - 秋田放送テレビ(試験放送開始:4月1日)
  - 山形県(これにより、同県の全親局が放送開始を完了)
    - 山形テレビ
    - さくらんぼテレビジョン

  - 福島県の民放全局(これにより、同県の全親局が放送開始を完了)
    - 福島テレビ
    - 福島中央テレビ
    - 福島放送
    - テレビユー福島

- 6月18日
  - 東日本放送(サービス放送開始:5月1日)　(これにより、宮城県の全親局が放送開始を完了)

- 7月1日
  - 青森県の民放全局(これにより、同県の全親局が放送開始を完了)
    - 青森放送テレビ(サイマル試験放送開始:6月1日)
    - 青森テレビ(サイマル試験放送開始:6月10日)
    - 青森朝日放送(サイマル試験放送開始:6月15日)

  - 山梨県の民放全局(これにより、同県の全親局が放送開始を完了)
    - 山梨放送テレビ(サービス放送開始:4月10日)
    - テレビ山梨(サービス放送開始:5月1日)

  - 石川県
    - NHK金沢放送局(総合・教育)
    - 北陸放送テレビ(サービス放送開始:6月1日)
    - 石川テレビ放送
    - テレビ金沢(サービス放送開始:6月1日)

  - 福岡県
    - RKB毎日放送テレビ
    - テレビ西日本(試験放送開始:6月1日)
    - 福岡放送
    - TVQ九州放送

- 9月1日
  - 群馬テレビ(サイマル試験放送開始:7月、データ放送及びワンセグ放送は2008年6月23日より開始) (これにより、放送大学を除く関東地区の全親局が放送開始を完了)

- 10月1日（この日を以って、岩手・秋田・新潟・長野・富山・石川・鳥取・島根・広島・山口・愛媛・徳島・高知の各県、及び関西地区での全親局が放送開始を完了。）
  - 岩手県の民放全局
    - IBC岩手放送テレビ
    - テレビ岩手
    - 岩手めんこいテレビ(サイマル試験放送開始:7月1日)
    - 岩手朝日テレビ(サイマル試験放送開始:6月6日)

  - 秋田県
    - 秋田テレビ(試験放送開始:7月25日)
    - 秋田朝日放送(試験放送開始:7月1日)

  - 新潟県
    - テレビ新潟(サイマル試験放送開始:6月5日)
    - 新潟テレビ21(サイマル試験放送開始:8月7日)

  - 長野県の民放全局
    - 信越放送テレビ(サイマル試験放送開始:8月23日)
    - 長野放送(サイマル試験放送開始:7月1日)
    - テレビ信州(サイマル試験放送開始:7月10日)
    - 長野朝日放送(サイマル試験放送開始:9月1日)

  - 富山県
    - 富山テレビ放送(試験放送開始:4月1日)[3]
    - チューリップテレビ(試験放送開始:8月1日)

  - 北陸朝日放送(サービス放送開始:9月1日)
  - びわ湖放送
  - テレビ和歌山
  - 広島県の全局
    - NHK広島放送局(総合・教育)(試験放送開始:6月23日(一部時間帯のみ)、全日サービス放送開始:不明)
    - 中国放送テレビ(試験放送開始:6月23日(一部時間帯のみ)、全日サービス放送開始:9月4日)
    - 広島テレビ放送(試験放送開始:6月23日(一部時間帯のみ)、全日サービス放送開始:8月26日18時30分)
    - 広島ホームテレビ(試験放送開始:6月23日(一部時間帯のみ)、全日サービス放送開始:不明)
    - テレビ新広島(試験放送開始:6月23日(一部時間帯のみ)、全日サービス放送開始:8月28日)

  - 鳥取県の全局
    - NHK鳥取放送局(総合・教育)
    - 日本海テレビ

  - 島根県の全局
    - NHK松江放送局(総合・教育)
    - 山陰放送テレビ
    - 山陰中央テレビ

  - 山口県の全局
    - NHK山口放送局(総合・教育)
    - 山口放送テレビ
    - テレビ山口(サイマル試験放送開始:5月1日)
    - 山口朝日放送(サイマル試験放送開始:6月1日)

  - 愛媛県の全局
    - NHK松山放送局(総合・教育)
    - 南海放送テレビ(サイマル試験放送開始:8月1日)
    - テレビ愛媛
    - あいテレビ
    - 愛媛朝日テレビ

  - 徳島県の全局
    - NHK徳島放送局(総合・教育)
    - 四国放送テレビ

  - 高知県の全局
    - NHK高知放送局(総合・教育)(サイマル試験放送開始:8月4日)
    - 高知放送テレビ(サイマル試験放送開始:8月4日)
    - テレビ高知(サイマル試験放送開始:8月4日)
    - 高知さんさんテレビ(サイマル試験放送開始:8月4日)

- 12月1日（この日を以って、岡山・香川両県、及び九州地方の全親局が放送開始を完了。）
  - 岡山県の全局
    - NHK岡山放送局(総合・教育)(試験放送開始:10月12日)
    - 山陽放送テレビ(サイマル試験サービス放送開始:10月16日)
    - 岡山放送(試験放送開始:8月26日)
    - テレビせとうち

  - 香川県の全局
    - NHK高松放送局(総合・教育)(試験放送開始:10月12日)
    - 西日本放送テレビ(試験放送開始:10月12日)
    - 瀬戸内海放送(試験放送開始:10月上旬)

  - 九州朝日放送テレビ(試験放送開始:6月12日)
  - 佐賀県の全局
    - NHK佐賀放送局(総合・教育)(試験放送開始:10月13日)
    - サガテレビ

  - 長崎県の全局
    - NHK長崎放送局(総合・教育)
    - 長崎放送テレビ
    - テレビ長崎
    - 長崎文化放送
    - 長崎国際テレビ

  - 熊本県の全局
    - NHK熊本放送局(総合・教育)(試験放送開始:11月1日)
    - 熊本放送テレビ(試験放送開始:11月1日)
    - テレビ熊本(試験放送開始:11月1日)
    - 熊本県民テレビ(試験放送開始:11月1日)
    - 熊本朝日放送(試験放送開始:11月1日)

  - 大分県の全局
    - NHK大分放送局(総合・教育)(サイマル試験放送開始:11月1日)
    - 大分放送テレビ(サイマル試験放送開始:11月1日)
    - テレビ大分(サイマル試験放送開始:11月1日)
    - 大分朝日放送(サイマル試験放送開始:11月1日)

  - 宮崎県の全局
    - NHK宮崎放送局(総合・教育)
    - 宮崎放送テレビ(サイマル試験放送開始:11月1日)
    - テレビ宮崎(サイマル試験放送開始:11月1日)

  - 鹿児島県の全局
    - NHK鹿児島放送局(総合・教育)
    - 南日本放送テレビ(サイマル試験サービス放送開始:11月5日)
    - 鹿児島テレビ放送(サイマル試験サービス放送開始:11月5日)
    - 鹿児島放送(サイマル試験サービス放送開始:11月5日)
    - 鹿児島読売テレビ(サイマル試験サービス放送開始:11月5日)

  - 沖縄県の民放全局
    - 琉球放送テレビ(サイマル試験サービス放送開始:11月1日)
    - 沖縄テレビ放送
    - 琉球朝日放送(サイマル試験サービス放送開始:11月1日)

  - 放送大学学園

## 周年

### 番組
- 放送開始50周年
  - 『日曜劇場』（TBS）
- 放送開始45周年
  - 『連続テレビ小説』（NHK総合）
  - 『みんなのうた』（NHK）
- 放送開始40周年
  - 『ウルトラシリーズ』(中部日本放送)
  - 『笑点』（日本テレビ）
  - 『日曜洋画劇場』（テレビ朝日）
- 放送開始35周年
  - 『仮面ライダーシリーズ』 (テレビ朝日)
  - 『新婚さんいらっしゃい!』（朝日放送）
- 放送開始30周年
  - 『名曲アルバム』(NHK)
  - 『日曜美術館』（NHK教育）
  - 『徹子の部屋』（テレビ朝日）
- 放送開始25周年
  - 『将棋の時間』（NHK教育）
  - 『サタふく』（福島テレビ）
- 放送開始20周年
  - 『世界・ふしぎ発見!』(TBS)
  - 『ミュージックステーション』（テレビ朝日）
  - 『いい旅・夢気分』（テレビ東京）
- 放送開始15周年
  - 『どさんこワイド』（札幌テレビ）
  - 『オールスター感謝祭』(TBS)
  - 『ブロードキャスター』(TBS)
  - 『ライオンのごきげんよう』（フジテレビ）
  - 『KRYさわやかモーニング』（山口放送）
- 放送開始10周年
  - 『いないいないばあっ!』（NHK教育）
  - 『ざわざわ森のがんこちゃん』（NHK教育）
  - 『ワイド!スクランブル』（テレビ朝日）
  - 『ズームイン!!サタデー』（日本テレビ）
  - 『SMAP×SMAP』（フジテレビ・関西テレビ）
  - 『世界遺産』(TBS)
  - 『王様のブランチ』(TBS)
  - 『さんまのSUPERからくりTV』(TBS)
  - 『はなまるマーケット』(TBS)
  - 『うたばん』(TBS)
  - 『めちゃ×2イケてるッ!』（フジテレビ）

### 開局・放送開始
- 1月8日 - NHK広島放送局教育テレビジョン放送開始45周年。
- 3月21日 - NHK福岡放送局テレビジョン放送開始50周年。
- 3月22日 - NHK仙台放送局、NHK広島放送局テレビジョン放送開始50周年。
- 4月1日
  - 県域テレビジョン放送開始35周年 - NHK大津放送局（3月1日中継局開所45周年）
  - 開局25周年 - テレビ新潟放送網
  - 開局15周年 - 岩手めんこいテレビ、長野朝日放送、TVQ九州放送、長崎国際テレビ、WOWOW
- 4月16日 - 群馬テレビ開局35周年。
- 5月1日 - 千葉テレビ放送開局35周年。
- 5月24日 - NHK神戸放送局テレビジョン放送開始35周年。
- 5月31日 - NHK和歌山放送局テレビジョン放送開始35周年。
- 10月1日
  - 開局25周年 - 福島放送
  - 開局15周年 - 青森朝日放送、北陸朝日放送
  - 開局10周年 - 岩手朝日テレビ
- 12月1日 - 中部日本放送、朝日放送（大阪テレビ放送として）テレビジョン放送開始50周年。
- 12月22日 - NHK札幌放送局テレビジョン放送開始50周年。

## バラエティ・報道
- 笑点（日本テレビ） - 1月22日で放送開始2000回を迎えた。5月には放送開始40周年となる。これに先立つ1月1日に記念特別番組として大笑点を放送。5月14日の放送を最後に、23年間司会を務めた三遊亭圓楽 (5代目)が番組を勇退（後任は桂歌丸）。
- 『ぷっ』すま（テレビ朝日） - 草彅剛とユースケ・サンタマリアの深夜番組が1月2日に5時間生放送。ゲストに爆笑問題、南海キャンディーズ。オリコンの「年末年始のおもしろかったテレビ番組ランキング」で2位にランクイン。
- 徹子の部屋（テレビ朝日） - 黒柳徹子の司会によるトーク番組。2月2日の放送で放送開始30周年を迎えた。1月30日から2月3日までの一週間、30周年記念ウィークとして、森光子、和田アキ子、野際陽子、山本陽子、森繁久弥、渡哲也がゲストで出演。ちなみに、森繁は第1回（1976年2月2日）のゲストでもある。
- ランク王国（TBS） - 2月18日で放送開始500回を迎えた。その第500回では、それまでの司会者とゲストを紹介する特別企画が行われた。
- ブロードキャスター(TBS) - 3月4日の放送で700回を迎えた。当日は700回記念として、トリノオリンピック金メダリストの荒川静香が中継で生出演。
- 森田一義アワー 笑っていいとも!（フジテレビ） - タモリの司会による平日お昼のバラエティ番組。3月7日の放送で6,000回を迎えた。当日は6,000回記念のメロンパンが振舞われた。
- 大改造!!劇的ビフォーアフター（朝日放送） - 所ジョージの司会による日曜夜7時58分からのリフォーム番組。2002年に放送開始され、リフォームブームの火付け役となったが、アスベスト問題と耐震偽装問題の影響で1件あたりのリフォームに要する期間が従来の3ヶ月から半年へ伸び、レギュラー放送では賄いきれなくなったとして、3月19日終了した。その後は年数回の2時間スペシャルでの放送を行っていたが、2009年春の改編で3年ぶりに日曜夜7時58分から再びレギュラー放送されることとなった。
- SMAP×SMAP（フジテレビ） - 2006年6月5日放送分で、「緊急ドキュメント マイケル・ジャクソンがSMAPに内緒でスマスマに来ちゃいましたスペシャル!」と題して、SMAP全員の憧れの世界的スーパースター・マイケル・ジャクソンがドッキリの形でゲスト出演。なお、番組スタッフによるマイケルのキャスティング風景などの完全ドキュメンタリーを番組前半に放送した後、マイケルは番組後半からの出演となり、SMAPとの初共演を果たした。マイケルの出演時間は約10分間だった。これがマイケルにおける世界で初の唯一のバラエティ番組出演となった。また、マイケルが日本の全ての番組で出演したのは当番組『SMAP×SMAP』のみ。ちなみに、この日の平均視聴率は22.0%で、瞬間最高視聴率は25.9%だった。
- トリビアの泉 〜素晴らしきムダ知識〜（フジテレビ） - 2006年3月15日放送分から音声多重放送を開始。副音声ではアニメキャラクターによるナレーション「トリビアの影ナレ」を放送した。

## テレビドラマ

### NHK
連続ドラマ
- NHK朝の連続テレビ小説
  - 風のハルカ（放送日:2005年10月3日-2006年4月1日）
    - 脚本:大森美香
    - 出演:村川絵梨、渡辺いっけい、真矢みき、黒川芽以他

  - 純情きらり（放送日:2006年4月3日-9月30日）
    - 原作:津島佑子「火の山―山猿記」
    - 脚本:浅野妙子
    - 出演:宮崎あおい、福士誠治、戸田恵子、三浦友和、竹下景子、塩見三省他

  - 芋たこなんきん（放送日:2006年10月2日-2007年3月31日）
    - 原作:田辺聖子「芋たこなんきん」
    - 出演:藤山直美他
- 木曜時代劇
  - 柳生十兵衛七番勝負 島原の乱（放送日:2006年4月6日-5月25日）
    - 原作:津本陽
    - 脚本:池田政之
    - 出演:村上弘明、夏八木勲、小沢真珠他

  - 次郎長背負い富士（放送日:2006年6月1日-8月31日）
    - 原作:山本一力「背負い冨士」
    - 脚本:ジェームス三木
    - 出演:中村雅俊、田中美里、草刈正雄、山本太郎他

  - ちいさこべ（放送日:2006年9月7日-10月5日）
    - 原作:山本周五郎「ちいさこべ」
    - 脚本:佐伯俊通
    - 出演:小澤征悦、上原多香子、奥菜恵、益岡徹他

  - 慶次郎縁側日記3（放送日:2006年10月12日-12月21日）
    - 原作:北原亞以子
    - 脚本:宮村優子
    - 出演:高橋英樹、安達祐実、比留間由哲、かたせ梨乃他
- 金曜時代劇
  - 出雲の阿国（放送日:2006年1月13日-2006年2月17日）
    - 原作:有吉佐和子
    - 脚本:森脇京子
    - 出演:菊川怜、堺雅人、鈴木一真、津田寛治、原田夏希、尾上紫、織本順吉他
- 土曜ドラマ
  - 氷壁（放送日:2006年1月14日-2006年2月25日）
    - 原作:井上靖
    - 脚本:前川洋一
    - 出演:玉木宏、鶴田真由、山本太郎、武田真治、吹石一恵、高橋克実、伊武雅刀、吉行和子、石坂浩二他

  - 繋がれた明日（放送日:2006年3月4日-2006年3月25日）
    - 原作:真保裕一
    - 脚本:森岡利行
    - 出演:青木崇高、杉浦直樹、銀粉蝶、吉野紗香、尾上寛之、桐谷健太、馬渕英俚可、藤真利子他

  - マチベン（放送日:2006年4月8日-2006年5月13日）
    - 脚本:井上由美子
    - 出演:江角マキコ、山本耕史、沢田研二、中島知子、小林隆、沢村一樹、竜雷太他

  - ディロン〜運命の犬（放送日:2006年5月20日-7月1日）
    - 原作:井上こみち
    - 脚本:寺田敏雄
    - 出演:樋口可南子、大杉漣、関口知宏、平田満、池内淳子他

  - 人生はフルコース（放送日：2006年7月8日-7月22日）
    - 原作:佐藤陽
    - 脚本:藤本有紀
    - 出演:高嶋政伸、牧瀬里穂、松尾敏伸、東幹久、神山繁、佐藤B作、古谷一行、大滝秀治他

  - 新・人間交差点（放送日：2006年8月18日-9月2日）
    - 脚本:矢島正雄
    - 出演:仲代達矢、佐藤江梨子、黒田有、赤木春恵他

  - 魂萌え!（放送日:2006年10月21日-11月4日）
    - 原作:桐野夏生
    - 脚本:斉藤樹実子

  - 出演:高畑淳子、酒井美紀他
  - ウォーカーズ〜迷子の大人たち（放送日:2006年11月11日-12月2日）
    - 脚本:鈴木聡
    - 出演:江口洋介、戸田菜穂他
- 大河ドラマ
  - 功名が辻（放送日:2006年1月8日-12月10日）
    - 原作:司馬遼太郎「功名が辻」
    - 脚本:大石静
    - 出演:仲間由紀恵、上川隆也、武田鉄矢、前田吟、柄本明、舘ひろし、坂東三津五郎、香川照之、西田敏行他

単発ドラマ
- 正月時代劇
  - 新選組!! 土方歳三 最期の一日（放送日:2006年1月1日、3日、7日）
    - 作:三谷幸喜
    - 演出:吉川邦夫
    - 出演:山本耕史、片岡愛之助、吹越満、小橋賢児、照英、熊面鯉、佐藤B作他
- 介護エトワール（放送日：2006年9月18日）
  - 作・脚本:遥洋子
  - 主題歌:財津和夫「切手のないおくりもの」
  - 出演:原沙知絵、細川茂樹、甲本雅裕、菊池麻衣子、西川貴教、井ノ上チャル、渡辺哲、夏木マリ

### 日本テレビ
連続ドラマ
- 水曜ドラマ
  - 神はサイコロを振らない〜君を忘れない〜（放送日:2006年1月18日-2006年3月15日）
    - 原作:大石英司
    - 脚本:水橋文美江
    - 出演:小林聡美、ともさかりえ、山本太郎、武田真治、岸部一徳、大杉漣他

  - プリマダム（放送日:2006年4月12日-6月21日）
    - 原作:笹川澄子、池田尚子
    - 脚本:中園ミホ
    - 出演:黒木瞳、古田新太、高岡早紀、神田うの、中森明菜、内藤剛志他

  - CAとお呼びっ!（放送日:2006年7月5日-9月13日）
    - 原作:花津ハナヨ
    - 脚本:梅田みか
    - 出演:観月ありさ、谷原章介、香里奈、佐藤江梨子、安田美沙子、西田尚美他

  - 14才の母（放送日:2006年10月11日-12月20日）
    - 脚本:井上由美子
    - 出演:志田未来、田中美佐子、生瀬勝久、三浦春馬、北村一輝、室井滋他
- 土曜ドラマ
  - 喰いタン（放送日:2006年1月14日-2006年3月11日）
    - 原作:寺沢大介
    - 脚本:伴一彦
    - 出演:東山紀之（少年隊）、森田剛(V6)、市川実日子、須賀健太、京野ことみ、佐野史郎、伊東四朗他

  - ギャルサー（放送日:2006年4月15日-6月24日）
    - 脚本:武田有紀、藤本有紀他
    - 出演:藤木直人、戸田恵梨香、鈴木えみ、矢口真里、新垣結衣、岩佐真悠子、佐藤隆太、古田新太、生瀬勝久他

  - マイ☆ボス マイ☆ヒーロー（放送日:2006年7月8日-9月16日）
    - 脚本:大森美香
    - 出演:長瀬智也(TOKIO)、手越祐也(NEWS)、田中聖(KAT-TUN)、新垣結衣、村川絵梨、岩城滉一、香椎由宇、もたいまさこ、大杉漣他

  - たったひとつの恋（放送日:2006年10月14日-12月16日）
    - 脚本:北川悦吏子
    - 出演:亀梨和也(KAT-TUN)、綾瀬はるか、田中聖(KAT-TUN)、戸田恵梨香、要潤、田中好子、財津和夫、余貴美子、齋藤隆成他

単発ドラマ
- スペシャルドラマ
  - 女王の教室（放送日:2006年3月17日、18日）
    - 脚本:遊川和彦
    - 出演:天海祐希、石原良純、生瀬勝久、金田明夫、三浦理恵子、江波杏子、西岡徳馬、平泉成、西田尚美、清水章吾、泉谷しげる
      - 第一夜:『エピソード1〜堕天使〜』
      - 第二夜:『エピソード2〜悪魔降臨〜』

### TBS
連続ドラマ
- ナショナル劇場
  - 水戸黄門第35部（放送日:2005年10月10日-2006年3月13日）
    - 出演:里見浩太朗、原田龍二、合田雅吏、由美かおる、照英、斉藤晶他

  - 大岡越前2時間スペシャル (ナショナル劇場50周年特別企画)（放送日:2006年3月20日）
    - 出演:加藤剛他

  - 特命!刑事どん亀（放送日:2006年4月10日-7月17日）
    - 出演:西田敏行、沢村一樹、黒谷友香、的場浩司、渡辺いっけい、柄本明他

  - 水戸黄門第36部（放送日:2006年7月24日-12月18日）
    - 出演:里見浩太朗、原田龍二、合田雅吏、由美かおる、照英、斉藤晶他
- TBS木曜9時枠の連続ドラマ
  - 白夜行（放送日:2006年1月12日-2006年3月23日）
    - 原作:東野圭吾
    - 脚本:森下佳子
    - 出演:山田孝之、綾瀬はるか、渡部篤郎、柏原崇、的場浩司、余貴美子、武田鉄矢他

  - 渡る世間は鬼ばかり（第8シリーズ）（放送日:2006年4月6日-2007年3月29日）
    - 脚本:橋田壽賀子
    - 出演:泉ピン子、角野卓造、長山藍子、前田吟、えなりかずき、徳重聡、宇津井健他
- TBS木曜10時枠の連続ドラマ
  - ガチバカ!（放送日:2006年1月19日-2006年3月23日）
    - 脚本:旺季志ずか、楠野一郎
    - 出演:高橋克典、井上和香、渡辺夏菜、清水由紀他

  - 弁護士のくず（放送日:2006年4月13日-6月29日）
    - 原作:井浦秀夫
    - 出演:豊川悦司、伊藤英明、星野亜希、高島礼子、北村総一朗他

  - 花嫁は厄年ッ!（放送日:2006年7月6日-9月21日）
    - 原案:青月ぱそる
    - 脚本:秦建日子
    - 出演:篠原涼子、矢部浩之（ナインティナイン）、松嶋尚美（オセロ）、小沢真珠、小山慶一郎(NEWS)他

  - 嫌われ松子の一生（放送日:2006年10月12日-12月21日）
    - 原作:山田宗樹「嫌われ松子の一生」
    - 脚本:成瀬活雄
    - 出演:内山理名、要潤、小池栄子、鈴木えみ、小柳友他
- 月曜深夜1:59-2:29・火曜深夜1:59-2:29
  - アキハバラ@DEEP（放送日:2006年6月19日-9月4日）
    - 脚本:河原雅彦
    - 出演:風間俊介、生田斗真、小阪由佳ほか
- 木曜深夜0:55-1:25
  - ですよねぇ。（放送日:2006年1月3日-2006年3月23日）
    - 脚本:福田雄一
    - 出演:永井大、京野ことみ、牧瀬里穂他
- 金曜ドラマ
  - 夜王（放送日:2006年1月13日-2006年3月24日）
    - 原作:倉科遼
    - 脚本:いずみ吉紘、渡辺啓
    - 出演:松岡昌宏(TOKIO)、北村一輝、香里奈、石垣佑磨、須賀貴匡、青木伸輔、忍成修吾、要潤他

  - クロサギ（放送日:2006年4月14日-6月23日）
    - 原作:夏原武、黒丸
    - 出演:山下智久(NEWS)、堀北真希、加藤浩次（極楽とんぼ）、哀川翔他

  - タイヨウのうた（放送日:2006年7月14日-9月15日）
    - 脚本:渡邉睦月
    - 出演:山田孝之、沢尻エリカ、松下奈緒、田中圭、佐藤めぐみ、濱田岳、川村陽介、原史奈他

  - セーラー服と機関銃（放送日:2006年10月13日-11月24日）
    - 原作:赤川次郎
    - 脚本:いずみ吉紘
    - 出演:長澤まさみ、小泉今日子、中尾明慶、田口浩正、福井博章、山本龍二、井澤健、おかやまはじめ他

  - 笑える恋はしたくない（放送日:2006年12月1日-12月15日）
    - 脚本:鈴木おさむ
    - 出演:山崎静代（南海キャンディーズ）、河本準一（次長課長）、増田貴久(NEWS)、酒井若菜、夏川純、松尾敏伸、桐谷健太、おぎやはぎ他
- 日曜劇場
  - 輪舞曲（放送日:2006年1月15日-2006年3月26日）
    - 脚本:渡邉睦月
    - 出演:竹野内豊、チェ・ジウ、木村佳乃、杉浦直樹、速水もこみち、市川由衣、佐藤隆太イ・ジョンヒョン、石橋凌、橋爪功、シン・ヒョンジュン他

  - おいしいプロポーズ（放送日:2006年4月23日-6月25日）
    - 脚本:小松江里子
    - 出演:長谷川京子、小出恵介、西村雅彦、小林麻央、小池栄子、天野ひろゆき（キャイ〜ン）、橋爪功他

  - 誰よりもママを愛す（放送日:2006年7月2日-9月10日）
    - 脚本:遊川和彦
    - 出演:田村正和、内田有紀、玉山鉄二、伊藤蘭、長島弘宜、阿部サダヲ、劇団ひとり他

  - 鉄板少女アカネ!!（放送日:2006年10月15日-12月10日）
    - 原作:青木健生
    - 脚本:松田知子、小川みづき他
    - 出演:堀北真希、塚本高史、片瀬那奈、デビット伊東、大友みなみ、奈津子、亜希子他
- 愛の劇場
  - ママはバレリーナ（放送日:2005年12月19日-2006年2月3日）
    - 原作:さかたのり子
    - 脚本:福田卓郎、末安正子
    - 出演:床嶋佳子、山崎銀之丞、久保結季、高橋晃、唐橋充、樹陽子、中尾ミエ他

  - 病院へ行こう!（放送日:2006年2月6日-2006年3月24日）
    - 脚本:石原武龍
    - 出演:六車奈々、田中実、山中聡、重田千穂子、森本亮治、河合美智子、岡本麗他

  - すてきにコモン!（放送日:2006年3月27日-2006年5月19日）
    - 脚本:関根俊夫
    - 出演:芳本美代子、石川眞吾、森下翔梧、佐々木麻緒、風見しんご、円城寺あや、遠山俊也、山谷初男他

  - 吾輩は主婦である（放送日:2006年5月22日-7月14日）
    - 脚本:宮藤官九郎
    - 出演:斉藤由貴、及川光博、川平慈英、竹下景子他

  - 大好き!五つ子Go2!!」（放送日:2006年7月17日-9月1日）
    - 脚本:浪江裕史
    - 出演:森尾由美、新井康弘、栁澤貴彦、笹岡莉紗他

  - スイーツドリーム（放送日:2006年9月4日-10月27日）
    - 脚本:荒井修子、山口あさみ
    - 出演:いとうあいこ、中山忍、佐藤寛子、東幹久、川岡大次郎他

  - いい女（放送日:2006年10月30日-12月15日）
    - 原作:藤本ひとみ
    - 脚本:西荻弓枝
    - 出演:石野真子、野村宏伸、斉藤陽子、山崎一、岡田浩暉他
- ドラマ30
  - ママ!アイラブユー（中部日本放送制作）（放送日:2005年11月28日-2006年1月27日）
    - 脚本:岩松了
    - 出演:浅香唯、河野弘樹、向野澪、田中祥平、池田成志、田中哲司、モト冬樹、福留佑子、岩松了他

  - 銭湯の娘!?（毎日放送制作）（放送日:2006年1月30日-2006年3月31日）
    - 脚本:武田有起
    - 出演:矢口真里、鳥羽潤、杉浦太雄、シャドウ・リュウ、鈴木舞花、萩原舞、伊武雅刀他

  - 新・いのちの現場から2（毎日放送制作）（放送日:2006年4月3日-5月26日）
    - 脚本:清水有生
    - 出演:中村玉緒、近藤正臣、山田純大、佐川満男他

  - 新キッズ・ウォー2（中部日本放送制作）（放送日:2006年5月29日-7月28日）
    - 脚本:畑嶺明
    - 出演:大河内奈々子、加地千尋、佐藤栞菜、山下規介、三林京子他

  - がきんちょ〜リターン・キッズ〜（毎日放送制作）（放送日:2006年7月31日-9月29日）
    - 脚本:野依美幸他
    - 出演:辺見えみり、美山加恋、藤村俊二、高杉亘、有森也実他

  - みこん六姉妹（中部日本放送制作）（放送日:2006年10月2日-11月24日）
    - 脚本:小林富美
    - 出演:はしのえみ、田中美奈子、広澤草、遊井亮子、浜丘麻矢、加賀美早紀他

単発ドラマ
- TBSテレビ放送50周年記念特別企画
  - 里見八犬伝（放送日:2006年1月2日、3日）
    - 原作:滝沢馬琴
    - 脚本:大森美香
    - 出演:滝沢秀明、佐藤隆太、小澤征悦、押尾学、照英、山田優、勝地涼、山下翔央、渡部篤郎、仲間由紀恵他

  - 赤い奇跡（放送日:2006年4月9日、10日）
    - 脚本:滝川晃代
    - 出演:深田恭子、徳重聡、神田うの、石原良純、浅田舞、萬田久子、竹中直人他
      - 第1夜:『赤い奇跡〜前編〜・フィギュア界の女王の初恋は人を殺した過去ある男!金メダルより大切な人…白いリンクで誓った究極の純愛』
      - 第2夜:『赤い奇跡〜後編〜・“フィギュアも恋も、私はあきらめない!”固く誓ったハズの愛…すれ違い、裏切られた彼女…さよならの向こう側で見たものとは』
- 積水ハウスドラマスペシャル
  - トリプル・キッチン（放送日:2006年8月1日）
    - 脚本:西荻弓絵
    - 出演:江角マキコ、野際陽子、加藤浩次、伊東四朗他

### フジテレビ
連続ドラマ
- フジテレビ月曜9時枠の連続ドラマ
  - 西遊記（放送日:2006年1月9日-2006年3月20日（27日））
    - 脚本:坂元裕二
    - 出演:香取慎吾(SMAP)、内村光良（ウッチャンナンチャン）、伊藤淳史、深津絵里、水川あさみ、大倉孝二他

  - トップキャスター（放送日:2006年4月17日-6月26日）
    - 脚本:坂元裕二
    - 出演:天海祐希、矢田亜希子、玉木宏、谷原章介、松下奈緒他

  - サプリ（放送日:2006年7月10日-9月18日）
    - 原作:おかざき真理
    - 脚本:金子ありさ
    - 出演:伊東美咲、亀梨和也(KAT-TUN)、瑛太、白石美帆、りょう、佐藤浩市他

  - のだめカンタービレ（放送日2006年10月16日-12月25日）
    - 原作:二ノ宮知子
    - 脚本:衛藤凛
    - 出演:上野樹里、玉木宏、瑛太、伊武雅刀、秋吉久美子、竹中直人、畑野ひろ子他
- フジテレビ火曜9時枠の連続ドラマ
  - Ns'あおい（放送日:2006年1月10日-2006年3月21日）
    - 脚本:吉田智子
    - 出演:石原さとみ、柳葉敏郎、杉田かおる、八嶋智人、小山慶一郎、西村雅彦、片平なぎさ他

  - アテンションプリーズ（放送日:2006年4月18日-6月27日）
    - 原作:細川智栄子
    - 脚本:後藤法子
    - 出演:上戸彩、錦戸亮(NEWS)、相武紗季、小泉孝太郎、真矢みき他

  - ダンドリ。〜Dance☆Drill〜（放送日:2006年7月11日-9月19日）
    - 脚本:横内謙介
    - 出演:榮倉奈々、加藤ローサ、森田彩華、増田貴久(NEWS)、戸田恵子、国分太一(TOKIO)他

  - 役者魂!（放送日2006年10月17日-12月26日）
    - 脚本:君塚良一
    - 出演:松たか子、森山未來、加藤ローサ、濱田マリ、香川照之、藤田まこと他
- 関西テレビ制作・火曜夜10時枠の連続ドラマ
  - アンフェア（放送日:2006年1月10日-2006年3月21日）
    - 脚本:佐藤嗣麻子
    - 出演:篠原涼子、瑛太、阿部サダヲ、加藤雅也、濱田マリ、木村多江、寺島進、香川照之他

  - ブスの瞳に恋してる（放送日:2006年4月11日-6月27日）
    - 原作:鈴木おさむ
    - 脚本:マギー
    - 出演:稲垣吾郎(SMAP)、村上知子（森三中）、蛯原友里、滝沢沙織、MEGUMI、井川遥、大沢あかね、室井滋、船越英一郎他

  - 結婚できない男（放送日:2006年7月4日-9月19日）
    - 脚本:尾崎将也
    - 出演:阿部寛、夏川結衣、国仲涼子、塚本高史、さくら、高島礼子他

  - 僕の歩く道（放送日:2006年10月10日-12月19日）
    - 脚本:橋部敦子
    - 出演:草彅剛(SMAP)、香里奈、佐々木蔵之介、本仮屋ユイカ、加藤浩次、MEGUMI他
- 木曜劇場
  - 小早川伸木の恋（放送日:2006年1月12日-2006年3月23日）
    - 原作:柴門ふみ
    - 脚本:武藤将吾
    - 主演:唐沢寿明、藤木直人、片瀬那奈、大泉洋、紺野まひる、谷原章介、古谷一行他

  - 医龍-Team Medical Dragon-（放送日:2006年4月13日-6月29日）
    - 原作:乃木坂太郎
    - 出演:坂口憲二、稲森いずみ、北村一輝、小池徹平(WaT)、水川あさみ、岸部一徳他

  - 不信のとき〜ウーマン・ウォーズ〜（放送日:2006年7月6日-9月21日）
    - 原作:有吉佐和子
    - 脚本:栗原美和子
    - 出演:米倉涼子、松下由樹、杉田かおる、石田純一、小泉孝太郎、石黒賢他

  - Dr.コトー診療所2006（放送日:2006年10月12日-12月21日）
    - 原作:山田貴敏
    - 脚本:吉田紀子
    - 出演:吉岡秀隆、柴咲コウ、時任三郎、大塚寧々、蒼井優、堺雅人他
- 東海テレビ放送制作昼ドラマ
  - 新・風のロンド（放送日:2006年1月5日-3月31日）
    - 原作:津雲むつみ
    - 脚本:福田裕子
    - 出演:小沢真珠、田中美奈子他

  - 偽りの花園（放送日:2006年4月3日-6月30日）
    - 原作・脚本:中島丈博
    - 出演:遠山景織子、上原さくら他

  - 美しい罠（放送日:2006年7月3日-9月29日）
    - 脚本:金谷祐子
    - 出演:櫻井淳子、高杉瑞穂、木内晶子、大沢樹生他
    - 出演:遠山景織子、上原さくら他

  - 紅の紋章（放送日:2006年10月2日-12月27日）
    - 脚本:清水曙美
    - 出演:酒井美紀、山口馬木也、小嶺麗奈、眞島秀和、川久保拓司他

単発ドラマ
- 新春ドラマスペシャル
  - 古畑任三郎ファイナル（放送日:2006年1月3日-5日）
    - 脚本:三谷幸喜
    - 出演:田村正和、西村雅彦、小林隆、石井正則他
      - 第1夜:『今、甦る死』ゲスト:石坂浩二、藤原竜也
      - 第2夜:『フェアな殺人者』ゲスト:イチロー
      - 第3夜:『ラスト・ダンス』ゲスト:松嶋菜々子
- テレビアニメ放送15周年ドラマ
  - ちびまる子ちゃん（放送日:2006年4月18日）
    - 脚本:さくらももこ、樫田正剛
    - 出演:森迫永依他
- スペシャルドラマ
  - ザ・ヒットパレード〜芸能界を変えた男・渡辺晋物語〜（放送日程:2006年5月26日、5月27日）
    - 脚本:矢島正雄
    - 出演:柳葉敏郎、原田泰造、吉田栄作他

  - HERO スペシャル（放送日:2006年7月3日）
    - 脚本:福田靖
    - 出演:木村拓哉、堤真一、綾瀬はるか、中井貴一他

### テレビ朝日
連続ドラマ
- 月曜時代劇
  - 八丁堀の七人（放送日:2006年1月16日-3月6日）
    - 脚本:塙五郎
    - 出演:片岡鶴太郎、萬田久子他
- テレビ朝日火曜時代劇
  - 名奉行!大岡越前（放送日:2006年4月18日-7月18日）
    - 脚本:ちゃき克彰他
    - 出演:北大路欣也他

  - 新・桃太郎侍（放送日:2006年7月25日-9月5日）
    - 脚本:奥村俊雄他
    - 出演:髙嶋政宏、富田靖子他

  - 太閤記〜天下を獲った男・秀吉（放送日:2006年10月31日-12月12日）
    - 脚本:渡辺善則、小木曽豊斗、塩田千種
    - 出演:中村橋之助、村上弘明、星野真里、風間トオル、的場浩司、柄本明、内藤剛志、甲本雅裕、東ちづる、藤田まこと他
- テレ朝水曜21時枠刑事ドラマ
  - 相棒（放送日:2005年10月12日-2006年3月15日）
    - 脚本:輿水泰弘
    - 出演:水谷豊、寺脇康文他

  - 警視庁捜査一課9係（放送日:2006年4月19日-6月21日）
    - 脚本:深沢正樹他
    - 出演:渡瀬恒彦、井ノ原快彦、羽田美智子、津田寛治、中越典子他

  - PS -羅生門-（放送日:2006年7月5日-9月13日）
    - 原作:矢島正雄、中山昌亮
    - 脚本:矢島正雄
    - 出演:木村佳乃、舘ひろし、遠藤章造、佐野史郎、松本莉緒他

  - 相棒Season V（放送日:2006年10月11日-3月14日）
    - 脚本:和泉聖治他
    - 出演: 水谷豊、寺脇康文 他
- 木曜ミステリー
  - 新・京都迷宮案内（放送日:2006年1月12日-2006年3月16日）
    - 脚本:西岡啄也
    - 出演:橋爪功、野際陽子他

  - 京都地検の女（放送日:2006年4月20日-6月22日）
    - 脚本:西岡啄也他
    - 出演:名取裕子、船越英一郎他

  - 新・科捜研の女（放送日:2006年7月6日-9月7日）
    - 脚本:櫻井武晴他
    - 出演:沢口靖子、内藤剛志他

  - おみやさん（放送日:2006年10月19日-12月21日）
    - 原作:石ノ森章太郎
    - 脚本:石原武龍他
    - 出演:渡瀬恒彦、櫻井淳子他
- 木曜ドラマ (テレビ朝日)
  - 松本清張 けものみち（放送日:2006年1月12日-2006年3月9日）
    - 原作:松本清張
    - 脚本:寺田敏雄
    - 出演:米倉涼子、佐藤浩市、仲村トオル、若村麻由美、田中哲司、平幹二朗、東ちづる他

  - 7人の女弁護士（放送日:2006年4月13日-6月8日）
    - 脚本:尾崎将也他
    - 出演:釈由美子、原沙知絵、井上和香、南野陽子、川島なお美、柴田理恵、野際陽子、永井大他

  - 下北サンデーズ（放送日:2006年7月13日-9月7日）
    - 原作:石田衣良
    - 脚本:河原雅彦他
    - 出演:上戸彩、佐々木蔵之介、佐田真由美、大島美幸、松永京子、石垣佑磨、竹山隆範、高部あい他

  - だめんず・うぉ～か～（放送日:2006年10月12日-12月7日）
    - 原作:倉田真由美
    - 脚本:田辺満、吉田玲子他
    - 出演:藤原紀香、山田優、宮迫博之（雨上がり決死隊）、三浦理恵子、島谷ひとみ、レッド吉田(TIM)、和田正人他
- 朝日放送・テレビ朝日金曜9時枠の連続ドラマ
  - 富豪刑事デラックス（放送日:2006年4月21日-6月23日）
    - 原作:筒井康隆
    - 出演:深田恭子、山下真司、升毅、野波麻帆、西岡徳馬他

  - レガッタ〜君といた永遠〜（放送日:2006年7月14日-9月8日）
    - 原作:原秀則
    - 脚本:江頭美智留
    - 出演:速水もこみち、相武紗季、松田翔太、若槻千夏他

  - 家族〜妻の不在・夫の存在〜（放送日:2006年10月20日-12月8日）
    - 脚本:清水有生
    - 脚本:江頭美智留
    - 出演:竹野内豊、石田ゆり子、劇団ひとり、さくら他
- 金曜ナイトドラマ
  - 時効警察（放送日:2006年1月13日-2006年3月10日）
    - 脚本:三木聡
    - 出演:オダギリジョー、麻生久美子、光石研、ふせえり、江口のりこ、豊原功補、岩松了、緋田康人他

  - てるてるあした（放送日:2006年4月14日-6月23日）
    - 脚本:加納朋子
    - 出演:黒川智花、木村多江、金子昇、さくら、草笛光子他

  - 黒い太陽（放送日:2006年7月28日-9月15日）
    - 原作:新堂冬樹
    - 脚本:樫田正剛
    - 出演:永井大、井上和香、酒井若菜、滝沢沙織、杏さゆり他

  - アンナさんのおまめ（放送日:2006年10月13日-12月15日）
    - 原作:鈴木由美子
    - 脚本:高山直也
    - 出演:ベッキー、柏原収史、滝沢沙織、杏さゆり、徳井義実（チュートリアル）他

単発ドラマ
- ドラマスペシャル
  - 愛と死をみつめて（放送日:2006年3月18日、19日）
    - 原作:大島みち子、河野実
    - 脚本:鎌田敏夫
    - 出演:草彅剛(SMAP)、広末涼子、ユースケ・サンタマリア、小雪、大杉漣、伊藤蘭、室井滋他
- HTBスペシャルドラマ
  - 大麦畑でつかまえて（放送日:2006年9月2日）[4] - 制作・北海道テレビ放送
    - 脚本:前川洋一
    - 出演:大泉洋、高野志穂、森崎博之、前田吟、倍賞美津子、大滝秀治 他

### テレビ東京
連続ドラマ
- ドラマ24
  - 2ndハウス（放送日:2006年1月13日-3月31日）
    - 出演:長野博、磯山さやか、山崎樹範、ムロツヨシ、小林すすむ、中山恵、江本純子、白石知世他

  - 下北GLORY DAYS（放送日:2006年4月14日-2006年7月7日）
    - 出演:一太郎、瀬戸早妃、益子梨恵、穂花、矢吹春奈、麻美ゆま、橋本愛実他

  - 怨み屋本舗（放送日:2006年7月14日-2006年9月29日）
    - 出演:木下あゆ美、寺島進、きたろう、前田健、葵、竹財輝之助、立花彩野他

  - クピドの悪戯 虹玉（放送日:2006年10月13日-2006年12月22日）
    - 出演:北川弘美、高橋良輔、秋山莉奈、小川奈那、山下徹大、ト字たかお、川島なお美他

単発ドラマ
- 新春ワイド時代劇
  - 天下騒乱〜徳川三代の陰謀（放送日:2006年1月2日）
    - 出演:西田敏行、中村獅童、村上弘明、片平なぎさ、かたせ梨乃、田中美里、佐藤江梨子他

## テレビアニメ
1月
- マジカノ
- 鍵姫物語 永久アリス輪舞曲
- あまえないでよっ!!喝!!
- キン肉マンII世 ULTIMATE MUSCLE 2
- 落語天女おゆい
- Fate/stay night
- レモンエンジェルプロジェクト
- ワンワンセレプー それゆけ!徹之進
- タクティカルロア
- ハイ!ハイ! パフィー・アミユミ
- 陰からマモル!
- よみがえる空 -RESCUE WINGS-
- クレイアニメ 太鼓の達人 第2シーズン
- 爆球Hit! クラッシュビーダマン
- 怪 〜ayakashi〜 Japanese Classic Horror
- おろしたてミュージカル 練馬大根ブラザーズ
- プレイボール 2nd
- Funny Pets
- かしまし 〜ガール・ミーツ・ガール〜
- 半分の月がのぼる空
- 吟遊黙示録マイネリーベwieder
- プロジェクトパポ
- 仮面ライダーカブト

2月
- びんちょうタン
- REC
- ふたりはプリキュア Splash Star
- パピヨンローゼ New Season
- The King of Fighters: Another Day
- エルゴプラクシー

3月
- しにがみのバラッド。
- 韋駄天 バトルトーナメント
- Erico

4月
- 学園ヘヴン
- ふしぎ星の☆ふたご姫 Gyu!
- フラカッパー
- ぽかぽか森のラスカル
- 妖怪人間ベム
- 格闘美神 武龍 REBIRTH
- 吉永さん家のガーゴイル
- 牙 -KIBA-
- デジモンセイバーズ
- おねがいマイメロディ 〜くるくるシャッフル!〜
- アクビガール
- 涼宮ハルヒの憂鬱
- ARIA The NATURAL
- スクールランブル
- ぜんまいざむらい
- 味楽る!ミミカ
- 妖逆門
- シムーン
- 女子高生 GIRL'S-HIGH
- うたわれるもの
- ストロベリー・パニック
- 銀魂
- 魔界戦記ディスガイア
- 桜蘭高校ホスト部
- エア・ギア
- ラブゲッCHU 〜ミラクル声優白書〜
- 錬金3級 まじかる?ぽか〜ん
- ひぐらしのなく頃に
- ガラスの艦隊
- Soul Link
- スパイダーライダーズ 〜オラクルの勇者たち〜
- しばわんこの和のこころ
- NANA
- いぬかみっ!
- .hack//Roots
- 吉宗
- ウイッチブレイド
- 夢使い
- RAY THE ANIMATION
- THE FROG MAN SHOW
- プリンセス・プリンセス
- ZEGAPAIN -ゼーガペイン-
- XXXHOLiC
- ああっ女神さまっ それぞれの翼
- リングにかけろ1 日米決戦篇
- きらりん☆レボリューション
- 西の善き魔女 Astrea Testament
- ロックマンエグゼBEASTプラス
- サルゲッチュ 〜オンエアー〜
- 彩雲国物語
- 少女チャングムの夢
- ひまわりっ!
- BLACK LAGOON
- 新星輝デュエル・マスターズ フラッシュ
- モンチッチとあいちゃんのベビチッチえいご
- ブラック・ジャック21
- 姫様ご用心
- 砂沙美☆魔法少女クラブ
- ザ・サード 〜蒼い瞳の少女〜
- 獣王星
- TOKKO 特公
- ツバサ・クロニクル 第2シリーズ

5月
- ぽこよ POCOYO
- 神様家族
- 機神咆吼デモンベイン

6月
- 貧乏姉妹物語

7月
- 出ましたっ!パワパフガールズZ
- おとぎ銃士 赤ずきん
- まもって!ロリポップ
- つよきす Cool×Sweet
- ゼロの使い魔
- 和・和・和 ワッピちゃん
- コヨーテ ラグタイムショー
- 僕等がいた
- 無敵看板娘
- 内閣権力犯罪強制取締官 財前丈太郎
- となグラ!
- 恋する天使アンジェリーク 〜心のめざめる時〜
- ちょこッとSister
- イノセント・ヴィーナス
- NIGHT HEAD GENESIS

8月
- ぽこよ POCOYO 第2シリーズ
- パッタ ポッタ モン太
- ケモノヅメ
- HANOKA〜葉ノ香〜
- シュヴァリエ
- リリとカエルと(弟)

9月
- 攻殻機動隊 S.A.C. SOLID STATE SOCIETY 3D
- ルパン三世 セブンデイズ・ラプソディ
- BLACK BLOOD BROTHERS
- シルクロード少年 ユート
- 太陽の黙示録
- オーバン・スターレーサーズ
- ポケットモンスター ダイヤモンド・パール

10月
- 金色のコルダ 〜Primo Passo〜
- ギャラクシーエンジェる〜ん
- マージナルプリンス〜月桂樹の王子達〜
- ときめきメモリアル Only Love
- らぶドル 〜Lovely Idol〜
- BLACK LAGOON The Second Barrage
- Pumpkin Scissors
- ウサハナ
- けろけろけろっぴ
- D.Gray-man
- DEATH NOTE
- ゴーストハント
- ヤマトナデシコ七変化♥
- 少年陰陽師
- RED GARDEN
- ネギま!?
- 武装錬金
- スーパーロボット大戦OG -ディバイン・ウォーズ-
- 銀河鉄道物語 〜永遠への分岐点〜
- 夜明け前より瑠璃色な Crescent Love
- 蒼天の拳
- 砂沙美☆魔法少女クラブ
- 人造昆虫カブトボーグ V×V
- 護くんに女神の祝福を!
- Kanon
- 009-1
- コードギアス 反逆のルルーシュ
- 銀色のオリンシス
- はぴねす!
- あさっての方向。
- すもももももも 地上最強のヨメ
- Gift 〜ギフト〜 eternal rainbow
- 幕末機関説 いろはにほへと
- くじびきアンバランス
- サルゲッチュ 〜オンエアー〜 2nd
- 流星のロックマン
- ぷるるんっ!しずくちゃん
- 家庭教師ヒットマンREBORN!
- 天保異聞 妖奇士
- 地獄少女 二籠
- 乙女はお姉さまに恋してる
- 史上最強の弟子ケンイチ
- Funny Pets 2ndシーズン
- 働きマン
- バーテンダー
- ハピ☆ラキ ビックリマン
- 結界師

11月
- 魔法食堂チャラポンタン
- 奏光のストレイン
- RGBアドベンチャー
- TOKYO TRIBE2
- うっかりペネロペ

12月
- 聖闘士星矢 冥王ハーデス冥界編 後章
- ウィンターガーデン
- ローゼンメイデン オーベルテューレ
- ショートDEアニメ魂

## 特撮番組

### TBS
- 中部日本放送制作ウルトラシリーズ
  - ウルトラマンマックス（2005年7月2日-2006年4月1日）
    - 出演:青山草太、宍戸開他

  - ウルトラマンメビウス（2006年4月8日-2007年3月31日）
    - 出演:五十嵐隼士、田中実他

### テレビ朝日
- スーパー戦隊シリーズ
  - 魔法戦隊マジレンジャー（放送日:2005年2月13日-2006年2月12日）
    - 原作:八手三郎
    - 脚本:前川淳
    - 出演:橋本淳、松本寛也、甲斐麻美、別府あゆみ、伊藤友樹他

  - 轟轟戦隊ボウケンジャー（放送日:2006年2月19日-2007年2月11日）
    - 原作:八手三郎
    - 脚本:會川昇
    - 出演:高橋光臣、齋藤ヤスカ、三上真史、中村知世、末永遥、斉木しげる他
      - 7月9日放送の第19話「眩き冒険者」でスーパー戦隊シリーズ通算1500回の放送を達成。
- 仮面ライダーシリーズ
  - 仮面ライダー響鬼（放送日:2005年1月30日-2006年1月22日）
    - 原作:石ノ森章太郎
    - 脚本:きだつよし
    - 出演:細川茂樹、栩原楽人、渋江譲二、松田賢二、川口真五他

  - 仮面ライダーカブト（放送日:2006年1月29日-2007年1月21日）
    - 出演:水嶋ヒロ、佐藤祐基、里中唯、永田杏奈、奥村夏未、山口祥行、西牟田恵他

### テレビ東京
- 金曜深夜25:30-26:00
  - GARO-牙狼-（放送日:2005年10月7日-2006年3月31日）
    - 原作:雨宮慶太
    - 出演:小西大樹、肘井美佳他

## 話題
- 1月1日-1月14日 - みのもんた、腰痛で入院。1月3日に手術。
- 4月13日 - 篠山紀信と南沙織の息子、篠山輝信がミュージカルで俳優デビュー。
- 6月17日 - もしもツアーズでレギュラーメンバーの関根勤の娘、関根麻里が芸能界デビュー。
- 8月13日 - 加藤茶の長女の加藤文代が「水曜ミステリー9　銀座高級クラブママ青山みゆき」（テレビ東京）で女優デビュー。
- 8月29日 - 第1回ソウル・ドラマアワーズ2006で短編ドラマ部門最優秀作品賞と音楽監督賞を海峡を渡るバイオリンが受賞。
- 10月9日〜10月12日 - プレーオフ、福岡ソフトバンクホークスVS北海道日本ハムファイターズの視聴率が、札幌地区・福岡地区で軒並み30%超えを記録。
- 10月26日 - 2006年の日本シリーズの北海道日本ハムファイターズ優勝決定試合で、札幌地区で試合終了直後に瞬間視聴率73.5%を記録。
- 10月25日 - 太田光の私が総理大臣になったら…秘書田中。が、「第23回ATP賞テレビグランプリ2006」のテレビ記者賞を受賞したことによる表彰式が行われた。

## 視聴率
- 視聴率はビデオリサーチ関東地区調べ。

### ニュース
| 順位 | 視聴率 | 放送日時          | 番組名               | 放送局     |
| ---- | ------ | ----------------- | -------------------- | ---------- |
| 1.   | 23.8%  | 2月1日            | 首都圏ニュース845    | NHK総合    |
| 2.   | 22.6%  | 10月1日           | ニュース・気象情報   | NHK総合    |
| 3.   | 21.5%  | 10月15日          | ニュース・気象情報   | NHK総合    |
| 4.   | 21.3%  | 6月4日 8:45-9:00  | ニュース・気象情報   | NHK総合    |
| 5.   | 21.2%  | 1月29日 8:45-9:00 | ニュース・気象情報   | NHK総合    |
| 6.   | 20.9%  | 1月25日           | 首都圏ニュース845    | NHK総合    |
| 6.   | 20.9%  | 6月11日 8:45-9:00 | ニュース・気象情報   | NHK総合    |
| 8.   | 20.8%  | 9月17日           | ニュース・気象情報   | NHK総合    |
| 8.   | 20.8%  | 10月26日          | 報道ステーション     | テレビ朝日 |
| 10.  | 20.6%  | 1月14日           | ブロードキャスター   | TBS        |
| 11.  | 20.5%  | 1月21日           | NHKニュース7         | NHK総合    |
| 12.  | 20.2%  | 6月5日            | 報道ステーション     | テレビ朝日 |
| 12.  | 20.2%  | 1月22日           | 真相報道 バンキシャ! | 日本テレビ |
| 14.  | 20.0%  | 9月20日           | NHKニュース7         | NHK総合    |

### バラエティ番組・情報番組
| 順位 | 視聴率 | 放送日              | 番組名                                                            | 放送局     |
| ---- | ------ | ------------------- | ----------------------------------------------------------------- | ---------- |
| 1.   | 39.8%  | 12月31日            | 第57回NHK紅白歌合戦第2部                                          | NHK総合    |
| 2.   | 30.6%  | 12月31日            | 第57回NHK紅白歌合戦第1部                                          | NHK総合    |
| 3.   | 26.6%  | 3月13日             | SMAP×SMAP                                                         | フジテレビ |
| 4.   | 25.6%  | 8月27日 19:00-21:54 | 24時間テレビ 「愛は地球を救う」                                   | 日本テレビ |
| 5.   | 25.2%  | 8月27日 17:23-19:00 | 24時間テレビ 「愛は地球を救う」                                   | 日本テレビ |
| 6.   | 24.0%  | 1月16日             | SMAP×SMAP                                                         | フジテレビ |
| 7.   | 23.3%  | 1月23日             | SMAP×SMAP                                                         | フジテレビ |
| 8.   | 23.2%  | 1月9日 22:00-23:24  | SMAP×SMAP'06超豪華生スペシャル                                    | フジテレビ |
| 9.   | 23.2%  | 6月6日              | ズバリ言うわよ!                                                   | TBS        |
| 10.  | 23.1%  | 10月7日 19:00-20:54 | めちゃ×2イケてるッ!ピンチこそチャンスだ目標20周年スペシャル       | フジテレビ |
| 11.  | 23.1%  | 11月20日            | SMAP×SMAP                                                         | フジテレビ |
| 12.  | 22.9%  | 12月4日             | SMAP×SMAP                                                         | フジテレビ |
| 13.  | 22.7%  | 4月17日 22:00-23:24 | SMAP×SMAP'06春のスペシャル特大号                                  | フジテレビ |
| 14.  | 22.6%  | 2月3日              | 中居正広の金曜日のスマたちへ                                      | TBS        |
| 15.  | 22.5%  | 4月23日             | 笑点                                                              | 日本テレビ |
| 15.  | 22.5%  | 7月23日             | おしゃれイズム明石家さんま1時間SP                                 | 日本テレビ |
| 17.  | 22.4%  | 9月13日             | クイズ!ヘキサゴンII超クイズパレード3時間スペシャル                | フジテレビ |
| 18.  | 22.3%  | 2月5日              | 笑点                                                              | 日本テレビ |
| 19.  | 22.0%  | 6月5日              | SMAP×SMAP                                                         | フジテレビ |
| 20.  | 21.6%  | 4月2日              | 笑点                                                              | 日本テレビ |
| 21.  | 21.5%  | 4月16日             | 笑点                                                              | 日本テレビ |
| 21.  | 21.5%  | 8月27日             | 行列のできる法律相談所 未公開SP                                   | 日本テレビ |
| 21.  | 21.5%  | 11月12日            | 行列のできる法律相談所                                            | 日本テレビ |
| 24.  | 21.3%  | 4月10日             | 笑っていいとも!春の祭典2006SP                                     | フジテレビ |
| 24.  | 21.3%  | 12月6日             | 2006 FNS歌謡祭                                                    | フジテレビ |
| 26.  | 21.2%  | 1月29日             | 笑点                                                              | 日本テレビ |
| 27.  | 21.1%  | 4月23日             | 行列のできる法律相談所                                            | 日本テレビ |
| 27.  | 21.1%  | 6月13日             | ぴったんこカン・カン                                              | TBS        |
| 29.  | 21.1%  | 12月23日            | さんま&SMAP!美女と野獣のクリスマススペシャル'06                   | 日本テレビ |
| 30.  | 21.0%  | 8月12日             | エンタの神様                                                      | 日本テレビ |
| 30.  | 21.0%  | 11月13日            | SMAP×SMAP                                                         | フジテレビ |
| 31.  | 20.9%  | 6月11日             | 行列のできる法律相談所                                            | 日本テレビ |
| 32.  | 20.8%  | 6月13日             | 最終警告!たけしの本当は怖い家庭の医学                             | ABC        |
| 32.  | 20.8%  | 5月7日              | おしゃれイズム                                                    | 日本テレビ |
| 32.  | 20.8%  | 7月30日             | 発掘!あるある大事典II                                             | 関西テレビ |
| 35.  | 20.7%  | 1月21日             | エンタの神様                                                      | 日本テレビ |
| 35.  | 20.7%  | 1月30日             | SMAP×SMAP                                                         | フジテレビ |
| 35.  | 20.7%  | 6月26日             | SMAP×SMAP                                                         | フジテレビ |
| 35.  | 20.7%  | 9月2日              | エンタの神様                                                      | 日本テレビ |
| 39.  | 20.6%  | 1月25日             | ためしてガッテン                                                  | NHK総合    |
| 39.  | 20.6%  | 10月1日             | 笑点                                                              | 日本テレビ |
| 39.  | 20.6%  | 10月29日            | 笑点                                                              | 日本テレビ |
| 39.  | 20.6%  | 12月15日            | 幸せって何だっけ〜カズカズの宝話〜                                | フジテレビ |
| 43.  | 20.5%  | 6月11日             | 笑点                                                              | 日本テレビ |
| 43.  | 20.5%  | 5月14日 17:30-18:54 | 笑点 40周年だよ全員集合スペシャル                                 | 日本テレビ |
| 43.  | 20.5%  | 11月5日             | 笑点                                                              | 日本テレビ |
| 44.  | 20.4%  | 2月7日              | 踊る!さんま御殿!!                                                 | 日本テレビ |
| 45.  | 20.3%  | 5月20日             | めちゃ×2イケてるッ!                                               | フジテレビ |
| 46.  | 20.2%  | 8月26日 18:30-21:15 | 24時間テレビ 「愛は地球を救う」                                   | 日本テレビ |
| 46.  | 20.2%  | 9月9日              | エンタの神様                                                      | 日本テレビ |
| 46.  | 20.2%  | 9月12日             | ぴったんこカン・カン                                              | TBS        |
| 46.  | 20.2%  | 12月3日             | 行列のできる法律相談所                                            | 日本テレビ |
| 50.  | 20.1%  | 8月28日 22:00-23:09 | SMAP×SMAP真夏の夜SP                                               | フジテレビ |
| 50.  | 20.1%  | 9月23日             | 脳内エステ IQサプリ最強スッキリペア大決定SP                       | フジテレビ |
| 50.  | 20.1%  | 11月27日            | SMAP×SMAP                                                         | フジテレビ |
| 52.  | 20.0%  | 6月9日              | 幸せって何だっけ〜カズカズの宝話〜                                | フジテレビ |
| 52.  | 20.0%  | 6月17日             | エンタの神様                                                      | 日本テレビ |
| 52.  | 20.0%  | 8月1日              | ぴったんこカン・カンスペシャル                                    | TBS        |
| 52.  | 20.0%  | 10月15日            | 行列のできる法律相談所秋の特別企画!激突!男の言い分!女の言い分!SP! | 日本テレビ |
| 52.  | 20.0%  | 12月25日            | SMAP×SMAP今夜はXマスだよSP                                        | フジテレビ |
| 52.  | 20.0%  | 12月27日            | 笑っていいとも!年忘れ特大号                                       | フジテレビ |

### テレビドラマ
| 順位 | 視聴率 | 放送日              | 番組名                                                             | 放送局     |
| ---- | ------ | ------------------- | ------------------------------------------------------------------ | ---------- |
| 1.   | 30.9%  | 7月3日              | HERO スペシャル                                                    | フジテレビ |
| 2.   | 29.6%  | 1月5日              | 古畑任三郎FINAL「フェアな殺人者」                                  | フジテレビ |
| 3.   | 29.2%  | 1月9日              | 西遊記                                                             | フジテレビ |
| 4.   | 27.0%  | 1月4日              | 古畑任三郎FINAL「ラスト・ダンス」                                  | フジテレビ |
| 5.   | 26.7%  | 9月23日             | 土曜プレミアム電車男DELUXE最後の聖戦                               | フジテレビ |
| 6.   | 25.9%  | 12月21日            | Dr.コトー診療所2006(最終話)                                        | フジテレビ |
| 7.   | 24.7%  | 3月20日             | 西遊記                                                             | フジテレビ |
| 8.   | 24.4%  | 10月1日             | 功名が辻                                                           | NHK総合    |
| 9.   | 24.2%  | 9月18日             | 連続テレビ小説・純情きらり                                         | NHK総合    |
| 10.  | 24.1%  | 6月11日             | 功名が辻                                                           | NHK総合    |
| 11.  | 24.8%  | 1月16日             | 西遊記                                                             | フジテレビ |
| 12.  | 23.8%  | 1月23日             | 西遊記                                                             | フジテレビ |
| 12.  | 23.8%  | 12月3日             | 功名が辻                                                           | NHK総合    |
| 14.  | 23.4%  | 12月10日            | 功名が辻(最終回)                                                   | NHK総合    |
| 15.  | 23.2%  | 9月16日 21:00-22:24 | マイ★ボス マイ★ヒーロー(最終回)                                    | 日本テレビ |
| 15.  | 23.2%  | 10月12日            | Dr.コトー診療所2006                                                | フジテレビ |
| 17.  | 23.1%  | 4月17日             | トップキャスター                                                   | フジテレビ |
| 18.  | 23.0%  | 7月1日              | 連続テレビ小説・純情きらり                                         | NHK総合    |
| 18.  | 23.0%  | 12月14日            | Dr.コトー診療所2006                                                | フジテレビ |
| 20.  | 22.9%  | 7月23日             | 功名が辻                                                           | NHK総合    |
| 21.  | 22.9％ | 9月16日             | 連続テレビ小説・純情きらり                                         | NHK総合    |
| 22.  | 22.8%  | 4月18日             | カスペ! 「テレビアニメ放送開始15周年記念ドラマ・ちびまる子ちゃん」 | フジテレビ |
| 23.  | 22.7%  | 1月15日             | 功名が辻                                                           | NHK総合    |
| 23.  | 22.7%  | 8月26日             | 24時間テレビ 「愛は地球を救う」ドラマスペシャル「ユウキ」          | 日本テレビ |
| 23.  | 22.7%  | 10月9日             | ドラマレジェンドスペシャル・古畑任三郎vsSMAP                       | フジテレビ |
| 26.  | 22.6%  | 1月22日             | 功名が辻                                                           | NHK総合    |
| 26.  | 22.6％ | 8月19日             | 連続テレビ小説・純情きらり                                         | NHK総合    |
| 27.  | 22.5%  | 1月30日             | 西遊記                                                             | フジテレビ |
| 28.  | 22.4％ | 10月15日            | 功名が辻                                                           | NHK        |
| 28.  | 22.4%  | 12月20日            | 14才の母最終回                                                     | 日本テレビ |
| 30.  | 22.3%  | 11月2日             | Dr.コトー診療所2006                                                | フジテレビ |
| 31.  | 22.1%  | 2月7日              | 西遊記                                                             | フジテレビ |
| 32.  | 21.1%  | 11月23日            | Dr.コトー診療所2006                                                | フジテレビ |
| 32.  | 21.1%  | 12月13日            | 14才の母                                                           | 日本テレビ |
| 34.  | 22.0%  | 1月29日             | 功名が辻                                                           | NHK総合    |
| 34.  | 22.0%  | 9月19日 22:00-23:09 | 結婚できない男(最終回)</smaill>                                    | 関西テレビ |
| 34.  | 22.0%  | 12月7日             | 木曜劇場・Dr.コトー診療所2006                                      | フジテレビ |
| 37.  | 21.9%  | 11月9日             | Dr.コトー診療所2006                                                | フジテレビ |
| 38.  | 21.8%  | 5月13日             | 土曜プレミアム 「奇跡の動物園〜旭山動物園物語〜」                  | フジテレビ |
| 38.  | 21.8%  | 8月7日              | 連続テレビ小説・純情きらり                                         | NHK総合    |
| 38.  | 21.8%  | 9月29日             | 連続テレビ小説・純情きらり                                         | NHK総合    |
| 38.  | 21.8%  | 11月30日            | Dr.コトー診療所2006                                                | フジテレビ |
| 42.  | 21.7%  | 4月16日             | 功名が辻                                                           | NHK総合    |
| 42.  | 21.7%  | 9月8日              | 連続テレビ小説・純情きらり                                         | NHK総合    |
| 42.  | 21.7%  | 12月25日21:00-22:09 | のだめカンタービレ(終)                                             | フジテレビ |
| 45.  | 21.6%  | 10月26日            | Dr．コトー診療所2006                                               | フジテレビ |
| 46.  | 21.5%  | 1月3日              | 古畑任三郎FINAL「今・甦る死」                                      | フジテレビ |
| 46.  | 21.5%  | 2月5日              | 功名が辻                                                           | NHK総合    |
| 46.  | 21.5%  | 10月19日            | Dr.コトー診療所2006                                                | フジテレビ |
| 49.  | 21.3%  | 9月9日              | マイ★ボス マイ★ヒーロー                                            | 日本テレビ |
| 49.  | 21.3%  | 10月22日            | 功名が辻                                                           | NHK総合    |
| 51.  | 21.2%  | 6月4日              | 功名が辻                                                           | NHK総合    |
| 52.  | 21.1%  | 6月18日             | 功名が辻                                                           | NHK総合    |
| 52.  | 21.1%  | 11月12日            | 功名が辻                                                           | NHK総合    |
| 54.  | 21.0%  | 8月31日             | 連続テレビ小説・純情きらり                                         | NHK総合    |
| 55.  | 20.9%  | 5月21日             | 功名が辻                                                           | NHK総合    |
| 55.  | 20.9%  | 7月16日             | 功名が辻                                                           | NHK総合    |
| 57.  | 20.8%  | 9月10日             | 功名が辻                                                           | NHK総合    |
| 57.  | 20.8%  | 11月5日             | 功名が辻                                                           | NHK総合    |
| 57.  | 20.8%  | 11月26日            | 功名が辻                                                           | NHK総合    |
| 60.  | 20.7%  | 3月6日              | 西遊記                                                             | フジテレビ |
| 60.  | 20.7%  | 6月8日              | 橋田壽賀子ドラマ渡る世間は鬼ばかり                                 | TBS        |
| 60.  | 20.7%  | 9月2日              | マイ★ボス マイ★ヒーロー                                            | 日本テレビ |
| 63.  | 20.6%  | 8月12日             | マイ★ボス マイ★ヒーロー                                            | 日本テレビ |
| 63.  | 20.6%  | 8月26日             | 連続テレビ小説・純情きらり                                         | NHK総合    |
| 63.  | 20.6%  | 9月17日             | 功名が辻                                                           | NHK総合    |
| 66.  | 20.5%  | 3月12日             | 功名が辻                                                           | NHK総合    |
| 66.  | 20.5%  | 5月29日             | 連続テレビ小説・純情きらり                                         | NHK総合    |
| 66.  | 20.5%  | 7月14日             | 連続テレビ小説・純情きらり                                         | NHK総合    |
| 66.  | 20.5%  | 7月30日             | 功名が辻                                                           | NHK総合    |
| 66.  | 20.5%  | 12月19日            | 僕の歩く道最終回                                                   | フジテレビ |
| 71.  | 20.3%  | 10月2日             | 連続テレビ小説・芋たこなんきん                                     | NHK総合    |
| 72.  | 20.2%  | 6月15日             | 連続テレビ小説・純情きらり                                         | NHK総合    |
| 72.  | 20.2%  | 7月2日              | 功名が辻                                                           | NHK総合    |
| 72.  | 20.2%  | 7月4日              | 結婚できない男                                                     | 関西テレビ |
| 75.  | 20.1%  | 12月12日            | 僕の歩く道                                                         | 関西テレビ |
| 76.  | 20.0%  | 1月15日             | 輪舞曲                                                             | TBS        |
| 76.  | 20.0％ | 8月17日             | 橋田壽賀子ドラマ 渡る世間は鬼ばかり                                | TBS        |

### スポーツ
| 順位 | 視聴率 | 放送日                                 | 番組名                                                                            | 放送局     |
| ---- | ------ | -------------------------------------- | --------------------------------------------------------------------------------- | ---------- |
| 1.   | 52.7%  | 6月18日                                | 2006 FIFAワールドカップ「日本×クロアチア」                                        | テレビ朝日 |
| 2.   | 49.0%  | 6月12日                                | 2006 FIFAワールドカップ 「日本×オーストラリア」                                   | NHK総合    |
| 3.   | 43.4%  | 3月21日                                | ワールド・ベースボール・クラシック 「日本×キューバ」                              | 日本テレビ |
| 4.   | 42.4%  | 8月2日                                 | プロボクシングWBA世界ライトフライ級タイトルマッチ 亀田興毅×ファン・ランダエタ     | TBS        |
| 5.   | 37.2%  | 6月23日 5:00-6:00                      | 2006 FIFAワールドカップ 「日本×ブラジル」後半                                     | NHK総合    |
| 6.   | 30.1%  | 12月20日19:55-20:54                    | プロボクシングWBA世界ライトフライ級タイトルマッチ 「亀田興毅×ファン・ランダエタ」 | TBS        |
| 7.   | 29.1%  | 1月3日                                 | 第82回東京箱根間往復大学駅伝競走 復路・第2部                                      | 日本テレビ |
| 7.   | 29.1%  | 8月20日                                | 第88回全国高等学校野球選手権大会決勝 早稲田実業×駒大苫小牧                        | NHK総合    |
| 9.   | 27.6%  | 1月2日                                 | 第82回東京箱根間往復大学駅伝競走 往路・第2部                                      | 日本テレビ |
| 10.  | 27.2%  | 12月29日                               | 全日本フィギュアスケート選手権                                                    | フジテレビ |
| 11.  | 25.5%  | 10月26日                               | 日本シリーズ「北海道日本ハムファイターズ×中日ドラゴンズ」                         | テレビ朝日 |
| 12.  | 24.8%  | 3月8日 19:25-21:54                     | プロボクシング 亀田興毅世界前哨戦第2弾                                            | TBS        |
| 13.  | 24.1%  | 11月19日                               | 東京国際女子マラソン                                                              | テレビ朝日 |
| 13.  | 24.1%  | 11月19日                               | 2006東京国際女子マラソン                                                          | テレビ朝日 |
| 15.  | 23.8%  | 8月21日                                | 第88回全国高等学校野球選手権大会決勝再試合 早稲田実業×駒大苫小牧                  | NHK総合    |
| 16.  | 22.8%  | 6月22日 27:30-29:00 (6月23日3:30-5:00) | 2006 FIFAワールドカップ 「日本×ブラジル」前半                                     | NHK総合    |
| 17.  | 22.7%  | 6月4日                                 | サッカー・日本代表壮行試合 日本×マルタ共和国                                      | TBS        |
| 18.  | 22.4%  | 8月2日 15:00-16:55                     | 運命の瞬間まであとわずか!亀田興毅世界戦超直前情報                                 | TBS        |
| 19.  | 22.1%  | 1月21日                                | 大相撲初場所・14日目                                                              | NHK総合    |
| 20.  | 21.7%  | 6月10日                                | 2006 FIFAワールドカップ 「イングランド×パラグアイ」                               | フジテレビ |
| 21.  | 20.6%  | 11月5日                                | 2006世界バレー女子・「日本×ポーランド」                                           | TBS        |
| 22.  | 20.5%  | 12月17日 19:10-21:24                   | FIFAクラブワールドカップ2006「SCインテルナシオナル×FCバルセロナ」                 | 日本テレビ |
| 23.  | 20.4%  | 10月29日                               | フィギュアスケート・グランプリシリーズ世界一決定戦2006第1戦アメリカ大会           | テレビ朝日 |
| 24.  | 22.0%  | 12月28日                               | 全日本フィギュアスケート選手権                                                    | フジテレビ |
| 25.  | 19.9%  | 12月31日 20:30-23:05                   | K-1 Premium Dynamite!!                                                            | TBS        |

### アニメ
| 順位 | 視聴率 | 放送日   | 番組名     | 放送局     |
| ---- | ------ | -------- | ---------- | ---------- |
| 1.   | 21.8%  | 2月5日   | サザエさん | フジテレビ |
| 2.   | 21.6%  | 4月16日  | サザエさん | フジテレビ |
| 3.   | 21.0%  | 1月22日  | サザエさん | フジテレビ |
| 4.   | 20.9%  | 11月26日 | サザエさん | フジテレビ |
| 5.   | 20.8%  | 1月29日  | サザエさん | フジテレビ |
| 6.   | 20.7%  | 11月19日 | サザエさん | フジテレビ |
| 7.   | 20.3%  | 1月8日   | サザエさん | フジテレビ |
| 8.   | 20.2%  | 3月12日  | サザエさん | フジテレビ |
| 9.   | 19.3%  | 11月12日 | サザエさん | フジテレビ |

### その他
| 順位 | 視聴率 | 放送日   | 番組名                                                                 | 放送局     |
| ---- | ------ | -------- | ---------------------------------------------------------------------- | ---------- |
| 1.   | 32.9%  | 7月21日  | 金曜特別ロードショー「ハウルの動く城」                                 | 日本テレビ |
| 2.   | 24.5%  | 10月27日 | 金曜ロードショー「DEATH NOTE」                                         | 日本テレビ |
| 3.   | 22.5%  | 7月28日  | 金曜ロードショー「となりのトトロ」                                     | 日本テレビ |
| 3.   | 22.5%  | 12月1日  | 金曜ロードショー「ALWAYS 三丁目の夕日」                                | 日本テレビ |
| 5.   | 22.0%  | 5月20日  | 土曜プレミアム特別企画「ダ・ヴィンチ・コードミステリースペシャル」     | フジテレビ |
| 7.   | 21.7%  | 10月21日 | 土曜プレミアム 踊るレジェンドスペシャルプロジェクト「容疑者 室井慎次」 | フジテレビ |
| 7.   | 21.4%  | 7月2日   | 日曜洋画劇場「ミッション:インポッシブル2」                             | テレビ朝日 |
| 8.   | 21.4%  | 10月14日 | 土曜プレミアム 踊るレジェンドスペシャルプロジェクト「交渉人 真下正義」 | フジテレビ |
| 9.   | 21.3%  | 12月10日 | 日曜洋画劇場40周年特別企画「ラスト サムライ」                          | テレビ朝日 |
| 10.  | 20.5%  | 11月19日 | 日曜洋画劇場40周年特別企画「デイ・アフター・トゥモロー                 | テレビ朝日 |
| 11.  | 15.7%  | 1月15日  | 日曜洋画劇場「007 ダイ・アナザー・デイ」                               | テレビ朝日 |
| 12.  | 15.6%  | 11月12日 | 日曜洋画劇場「ダイ・ハード2」                                          | テレビ朝日 |
| 13.  | 15.3%  | 2月3日   | 金曜ロードショー「風の谷のナウシカ」                                   | 日本テレビ |

## バラエティ番組

### 1月開始
- クーパカポカポ(テレビ神奈川)

### 2月終了
- 全員正解あたりまえ!クイズ（TBS）
- お笑いLIVE10!（TBS）
- 島田検定SUPER!!（TBS）

### 3月開始
- 極上!腹ぺこ旅レシピ（日本テレビ）

### 3月終了
- コメディー道中でござる（NHK総合）
- 謎を解け!まさかのミステリー（日本テレビ）
- ひらめ筋GOLD（日本テレビ）
- TVおじゃマンボウ（日本テレビ）
- キスだけじゃイヤッ!（よみうりテレビ）
- 爆笑問題のバク天!(TBS)
- 大改造!!劇的ビフォーアフター（朝日放送）
- 月10万円で豊かに暮らせる町&村（テレビ東京）
- 月曜エンタぁテイメント（テレビ東京）
- 三宅式こくごドリル（テレビ東京）
- ぶちぬき（テレビ東京）

### 4月開始
- プレミアム10（NHK総合）
- 週刊お宝TV(NHK総合)
- プライスの謎(NHK総合)
- クイズ日本の顔(NHK総合)
- あの歌がきこえる(NHK総合)
- ダーウィンが来た! 〜生きもの新伝説〜(NHK総合)
- 美の壺(NHK教育)
- シャル・ウィ・ダンス?（日本テレビ）
- 太田光の私が総理大臣になったら…秘書田中。（日本テレビ）
- ツボ屋与兵衛（日本テレビ）
- ウタワラ（日本テレビ）
- ぴーかんバディ!（TBS）
- 月曜ゴールデン(TBS)
- アスリート応援TV! ニッポンチャ×3（TBS）
- 土曜プレミアム（フジテレビ）
- モタ・スポ!（フジテレビ）
- 月バラ!(テレビ朝日)
- 奥さまは外国人（テレビ東京）
- 日経スペシャル カンブリア宮殿（テレビ東京）
- ド短期ツメコミ教育!豪腕!コーチング!!（テレビ東京）
- 主治医が見つかる診療所(テレビ東京)
- いきなり結婚生活(テレビ東京)
- 神経質バラエティー 心配さん（テレビ東京）
- 竹山先生。(テレビ東京)
- スキバラ(テレビ東京)
  - ガレッジ ワザーランド
  - ココリコミリオン家族
  - 撮りッたがり決死隊 トッターマンDS
  - 極楽とんぼのこちらササキ研究所
  - ロンブーの怪傑!トリックスター
- 芸恋リアル（よみうりテレビ）
- ICHIRO MONDOW(よみうりテレビ)
- 未来の法則（毎日放送）
- いただきマッスル!(中京テレビ)
- がんばれ!ペナキッズ（中部日本放送）
- はぴらぴ(テレビ北海道)

### 5月開始
- イグザンプラーテレビ（テレビ神奈川）
- ドリーム・プレス社(TBS)

### 6月終了
- 金のA様×銀のA様(日本テレビ)
- ガレッジ ワザーランド(テレビ東京)
- あなた説明できますか(毎日放送)

### 7月開始
- くりぃむしちゅーのたりらりでイキます!!(日本テレビ)
- エンジョイガレッジ(テレビ東京)
- 夏休みSP 対決ビンゴ旅(毎日放送、期間限定)
- ステイ+α(札幌テレビ)
- 月尾嘉男大日本未来考古学(北海道文化放送)
- 気分はナイスショット!〜ゴルフガールズと愉快な仲間〜（テレビ北海道）

### 7月終了
- 極楽とんぼのこちらササキ研究所(テレビ東京)

### 8月開始
- 人間!これでいいのだ(TBS)
- 答えて!メロス（毎日放送）
- こちらササキ研究所(テレビ東京)

### 8月終了
- ザ・チーター（TBS）
- ぴーかんバディ!（TBS）
- 月バラ!(テレビ朝日)

### 9月終了
- ツボ屋与兵衛(日本テレビ)
- 極上!腹ぺこ旅レシピ(日本テレビ)
- クイズ!日本語王(TBS)
- 平成教育2006予備校(フジテレビ)
- トリビアの泉 〜素晴らしきムダ知識〜(フジテレビ)
- 奇跡の扉 TVのチカラスペシャル(テレビ朝日)
- GIRLS A GOGO!(テレビ朝日)
- いきなり結婚生活!（テレビ東京）
- こちらササキ研究所(テレビ東京)
- TVチャンピオン(テレビ東京)
- 金子柱憲・高田純次ゴルフの王道(テレビ東京)
- 徳光&コロッケの“名曲の時間です”(テレビ東京)
- サブちゃんと歌仲間(テレビ東京)
- 北島ウインクハート(テレビ東京)
- 答えて!メロス(毎日放送)
- 新どっちの料理ショー（よみうりテレビ）
- 気分はナイスショット!〜ゴルフガールズと愉快な仲間〜（テレビ北海道）

### 10月開始
- サタデーバリューフィーバー（日本テレビ）
- グッドルッキンクラブ!(日本テレビ)
- YOUたち!(日本テレビ)
- 水トク!（TBS）
- 徳光和夫の感動再会"逢いたい"(TBS)
- 金曜プレステージ（フジテレビ）
- 熱血!平成教育学院（フジテレビ）
- ちい散歩（テレビ朝日）
- ザ・クイズマンショー(テレビ朝日)
- 熱闘!ゴルフ向上委員会（テレビ東京）
- キンコンヒルズ（テレビ東京）
- TVチャンピオン2(テレビ東京)
- 感涙!時空タイムス（テレビ大阪）
- ニッポン旅×旅ショー(よみうりテレビ)
- おネエ★MANS(中京テレビ)
- みんなエーコじゃん（広島テレビ）
- C-POP World・恋し☆チャイナ(BS日テレ)
- ピンどん（BSフジ）
- 辰巳啄郎のワイン番組(BSフジ)
- グラドル女学院（BSフジ）
- 悠遊!オフタイム(BS朝日)
- ミッキー安川の真剣勝負!（BS朝日）
- アイドリング!!!(フジテレビ721)

### 11月開始
- 明石家さんちゃんねる (TBS)
- ザ・ベストハウス123（フジテレビ）
- ランキンの楽園(毎日放送)
- 千鳥のぼっけぇTV!(GAORA)
- 素晴らしい世界（北海道テレビ放送）

### 12月開始
- もえたび（BS-i）

### 12月終了
- ステイ+α（札幌テレビ）

### 深夜番組

#### 1月開始
- なまおん(札幌テレビ)
- ヌルマユ上海兄弟(北海道文化放送)
- 雷鼓動画（北海道文化放送）

#### 3月終了
- 真剣10代しゃべり場（NHK教育）
- 落下女（日本テレビ）
- バリオク!（日本テレビ）
- 爆笑問題のススメ（札幌テレビ）
- 松紳（広島テレビ）
- 10カラット(TBS)
- ブンブンサタデー（フジテレビ）
  - ヴァケスケ
  - 世の中どこ見てんのよ!?ジャリバラ!
- 北野タレント名鑑（フジテレビ）
- 空飛ぶグータン〜自分探しバラエティ〜（関西テレビ）
- 龍虎飯店(テレビ朝日)
- 道楽のココロ(テレビ新広島)

#### 4月開始
- 謎のホームページ サラリーマンNEO（NHK総合）
- ゆるやかナビゲーション ゆるナビ(NHK総合)
- 一期一会 キミにききたい!(NHK教育)
- みのもんたの“さしのみ”（日本テレビ）
- 未来創造堂（日本テレビ）
- サッカーアース（日本テレビ）
- 恋愛部活（日本テレビ）
- あややゴルフ（日本テレビ）
- 未来予報2011（日本テレビ）
- スイッチ!(TBS)
- ラブログ(TBS)
- erico(TBS)
- Boot!(TBS)
- 恋愛脳℃ (TBS)
- 激あま〜い(TBS)
- クチコミ（TBS）
- CHIMPAN NEWS CHANNEL(フジテレビ)
- くるくるドカン〜新しい波を探して〜(フジテレビ)
- たけしのコマネチ大学数学科(フジテレビ)
- インパクト!（フジテレビ）
- 雨ニモマケズ(フジテレビ)
- DD-BOYS(テレビ朝日)
- FTR(テレビ朝日)
- 宮里藍のビッグゴルフ in USA(テレビ東京)
- ランキンコロシアム!（テレビ東京）
- スイナイ!（テレビ朝日）
- 吉祥天女(テレビ朝日)
- ROCK FUJIYAMA(テレビ東京)
- ぷっちぬき（テレビ東京）
- Tokyoマヨカラ（テレビ東京）
- ランキンコロシアム!(テレビ東京)
- ブログの女王（テレビ東京）
- まちウケ!（毎日放送）
- グータンヌーボ(関西テレビ)
- ベリータ(関西テレビ)
- Neo Happy系教育テレビ(テレビ大阪)
- 嗚呼!花の料理人（よみうりテレビ）
- BRAVO!(よみうりテレビ)
- なるほど!ラボ（テレビ大阪）
- なつめぐ堂（中部日本放送）
- IMPACT（中部日本放送）
- Local★STAR ひらめっ娘学園(テレビ新広島)

#### 6月終了
- スイナイ!（テレビ朝日）
- 新感覚カードバトル ランキンコロシアム!(テレビ東京)

#### 7月開始
- すまう（TBS）
- サスケマニア(TBS)
- Hi Hi PUFFY部(テレビ朝日)
- 仁義換金(テレビ東京)
- ミラクルH(テレビ東京)
- BLOG@GIRLS(BS-i)

#### 8月開始
- ザ・ビューティフル・ショー(テレビ東京)
- 語源刑事（テレビ東京）

#### 9月終了
- プライスの謎（NHK総合）
- 謎のホームページ サラリーマンNEO（NHK総合）
- みのもんたの「さしのみ」（日本テレビ）
- あややゴルフ（日本テレビ）
- Gの嵐!（日本テレビ）
- バリューナイトフィーバー（日本テレビ）
- スイッチ!（TBS）
- ネプベガス(TBS)
- 激あま〜い(TBS)
- 恋愛脳℃(TBS)
- くるくるドカン〜新しい波を探して〜(フジテレビ)
- インパクト!（フジテレビ）
- 劇団演技者。（フジテレビ）
- 雨ニモマケズ(フジテレビ)
- DD-BOYS(テレビ朝日)
- 三竹占い（テレビ朝日）
- ガチンコ視聴率バトル（テレビ朝日）
- Hi Hi PUFFY部(テレビ朝日)
- 仁義換金(テレビ東京)
- ミラクルH (テレビ東京)
- ブログの女王（テレビ東京）
- 女優魂(中京テレビ)
- ぽっぷこ〜んシネマ（北海道テレビ）
- みずほの恋スルてんむす(広島テレビ)

#### 10月開始
- 嵐の宿題くん（日本テレビ）
- ぶっコギ! （日本テレビ）
- でじたるのバカ×2（日本テレビ）
- シュガーヒルストリート（日本テレビ）
- 黄金の舌 ルドイア☆星惑三第（日本テレビ）
- Music Lovers（日本テレビ）
- オビラジR(TBS)
- ネプ理科(TBS)
- 個人授業II(TBS)
- 第二アサ(秘)ジャーナル(TBS)
- ワナゴナ(TBS)
- フェイク・オフ 完全なる相関図(フジテレビ)
- 百識〜百で知るひとつの知識〜(フジテレビ)
- グラビアトークオーディション(フジテレビ)
- オリキュン（フジテレビ）
- 働くおっさん劇場(フジテレビ)
- カワズ君の検索生活(フジテレビ)
- アイデアの鍵貸します(フジテレビ)
- 快感MAP（テレビ朝日）
- 美しき青木・ド・ナウ(テレビ朝日)
- 恋愛百景（テレビ朝日）
- カチンコ!正しい映画の使い方（テレビ朝日）
- 三竹天狗(テレビ朝日)
- OH♪dolly25（テレビ朝日）
- 愛のむち(テレビ東京)
- うぇぶたま(テレビ東京)
- 魁!セレソンDX(テレビ東京)
- あなた評論家(テレビ東京)
- 木村とご飯（テレビ東京）
- PVTV(テレビ東京)
- 水野キングダム(東京MXテレビ/ヨシモトファンダンゴTV)
- イグザンプラードラマ(テレビ神奈川ほか)
- ばんドルBAN×2（北海道テレビ）
- スーパーチャンプル(中京テレビ)
- ニュース・サブ・チャンネル(よみうりテレビ)
- てっぺん!(広島テレビ)
- きらり九州 めぐり逢い(TVQ九州放送)
- 沖縄音楽台風(BSフジ)

#### 11月開始
- やまだひさし・音尾琢真の素晴らしい世界（北海道テレビ）

#### 12月終了
- ワルガキ(北海道テレビ)

## ドキュメンタリー番組
1月開始
- プロフェッショナル 仕事の流儀（NHK総合）

3月終了
- 地球!ふしぎ大自然（NHK総合）

4月開始
- 地球街道（テレビ東京）

7月開始
- 輝きの法則(テレビ東京)

9月終了
- アンテナ22(日本テレビ)

10月開始
- 飛び出せ!定年（NHK総合）
- ドキュメント72時間（NHK総合）
- 極上の月夜(日本テレビ)
- 週刊・日本の名峰 (NHK-Hi)
- 旅はA-NAVI(北海道文化放送)
- Fashionista@Tokyo(BSフジ)
- 地球見聞録 (BS-i)

## 報道・情報・教養番組

### 終了番組
3月
- ガチャガチャポン!（フジテレビ）
- ポンキッキーズ（フジテレビ）
- のりスタ!（テレビ東京）
- ひとりでできるもん!シリーズ（NHK教育）
- NHKニュース10（NHK総合）
- ニュース朝いち430（日テレNEWS24（CS）・日本テレビ）
- ザ!情報ツウ（日本テレビ）
- からだ元気科（日本テレビ）
- 朝いち!!やじうま（テレビ朝日）
- っちゅ〜ねん!（毎日放送）
- F-CUBE（関西テレビ）
- FNNスーパーニュースほっとKANSAI（関西テレビ）
- ビジネス525（テレビ大阪）
- ユーガッタ!CBC（中部日本放送）
- ニュースな日曜日（中部日本放送）
- クスクス（中京テレビ）
- 朝ビタTV（北海道放送）
- ビタミンTV（北海道放送）
- おばんでスタ!（テレビ北海道）
- ABSワイドゆう（秋田放送）
- ザニュースTSC（テレビせとうち）

4月
- NNNニュースプラス1（日本テレビ）
- テレポート2000（北海道放送）

6月
- ゲツキン!（よみうりテレビ）
- ごじきん!（日本海テレビ）

8月
- お助けマンマミーア!（中京テレビ）

9月
- NNNきょうの出来事（日本テレビ）
- スポんちゅ(日本テレビ)
- きょう発プラス!（TBS）
- 土曜LIVE ワッツ!?ニッポン（フジテレビ）
- どさんこサンデー（札幌テレビ）
- 朝情報 おはよう!遠藤商店（北海道テレビ）
- じゃんサタ（テレビ金沢）
- こうちNOW（高知放送）
- 速報!!デジナマ巨人（BS日テレ）
- 朝は楽しく!スマイルサプリメント（テレビ東京）

### 開始番組
1月
- つながるテレビ@ヒューマン（NHK総合）
- F-CUBE（関西テレビ）
- お助けマンマミーア!（中京テレビ）

4月
- ゆうどきネットワーク（NHK総合）
  - ゆうどきネットワーク東海・北陸（NHK名古屋放送局）
  - ゆうどきネットワークとやま（NHK富山放送局）
  - ゆうどきネットワーク新潟（NHK新潟放送局）
- ニュースウオッチ9（NHK総合）
- スポーツ&ニュース（NHK総合）
- 家計診断 おすすめ悠々ライフ(NHK総合)
- Oha!4 NEWS LIVE（日テレNEWS24（CS）・日本テレビ）
- スッキリ!!（日本テレビ）
- ラジかるッ（日本テレビ）
- NNN Newsリアルタイム（日本テレビ）
- のりスタは～い!（テレビ東京） - 改題リニューアル
- ポンキッキ（フジテレビ） - 改題リニューアル
- 週刊!健康カレンダー カラダのキモチ（中部日本放送）
- ひるこた!〜昼もこたえてちょーだい!〜（フジテレビ）
- FNNスーパーニュースアンカー（関西テレビ）
- ニュースBIZ（テレビ大阪）
- イッポウ（中部日本放送）
- ユメイロ。（北海道放送）
- Hana*テレビ（北海道放送）
- スキップ（北海道テレビ）
- ゆうドキっ!（秋田放送）
- ザニュースTSCワイド（テレビせとうち）
- スーパーニュースイマジン（鹿児島テレビ）
- こちら経済編集長（BSジャパン）

7月
- tvk NEWSハーバー（テレビ神奈川）
- 情報ライブ ミヤネ屋（よみうりテレビ）

8月
- スパイス!!（日本海テレビ）

9月
- 信州まるごとワイド。キャッチ!（信越放送）

10月
- ひるまえクルーズかごしま（NHK鹿児島放送局）
- NEWS ZERO（日本テレビ）
- ピンポン!（TBS）
- 2時っチャオ!（TBS）
- 知的冒険 ハッケン!!（フジテレビ）
- スタイルプラス（東海テレビ）
- エミエミ（中京テレビ）
- おはよう天気HTB（北海道テレビ）
- Smile!（テレビ金沢）
- こうちeye（高知放送）
- 情報レシピ ニジ☆ゴジ（テレビ西日本）
- 朝はビタミン!（テレビ東京）

### 期間限定番組
- 4月3日 - 9月29日、2時ピタッ!（TBS）

## 特別番組
| 1月1日 | すっぴん! |
| 1月1日 | ザ・決断!あの一瞬 |
| 1月1日 | 大笑点 (日本テレビ)                                                                                                  |
| 1月1日 | 第39回初詣!爆笑ヒットパレード2006 (フジテレビ)                                                                       |
| 1月1日 | ビートたけしのエジプトミステリー（テレビ東京）                                                                       |
| 1月1日 | 金運!おサイフ大作戦                                                                                                  |
| 1月1日 | 100人目のバカ毎日がお正月SP                                                                                          |
| 1月2日 2009年5月23日 2010年5月22日 2011年5月21日 2012年5月26日 2013年5月25日 2015年5月23日 2016年5月21日 2017年5月20日                                         | コトバーチャランド                                                                                                   |
| 1月2日 | 芸人たちの休日 |
| 1月2日 | 劇的!投稿ビデオ祭り 芸能人が限界に挑戦!!もう絶対に撮れない!?（テレビ朝日）                                           |
| 1月2日 | 全日本パフォーマンス人文字大賞（テレビ東京）                                                                         |
| 1月2日 | 妻たちの定年大問題!あなたは夫と暮せるか（フジテレビ）                                                                |
| 1月2日 | 天下騒乱〜徳川三代の陰謀（テレビ東京）                                                                               |
| 1月2日 | 紳助の世界オドロキ人間グランプリ                                                                                     |
| 1月2日 | ゴールドラッシュ イロモネアへの道 (TBS)                                                                              |
| 1月2日 | 芸能界激震クイズ!!超無礼講!そこまで言っちゃっていいのかSP（関西テレビ）                                              |
| 1月2日 | きみの知らないところで世界は動く（NHK）                                                                              |
| 1月2日 | プロアマ（TBS） |
| 1月2日 | 失恋保険新春だからアナタの恋を大保障スペシャル（テレビ東京）                                                         |
| 1月2日 | 日本ダンディズム学会                                                                                                 |
| 1月2日 4月10日-2007年3月15日 2007年10月11日 | CHIMPAN NEWS CHANNEL（チンパンニュースチャンネル）                                                                   |
| 1月3日 | |
| 旅のココロ〜味わえ!ニッポン（九州朝日放送） | |
| 吉本俺達ご当選ツアー（TBS） | |
| 初笑い東西寄席(NHK) | |
| お年玉バラエティ 2006年はイチカバチカなのだぁ!!（関西テレビ）                                                                                                  | |
| 1月3日 1月4日 | おかしなふたり |
| 1月3日 3月27日 7月6日 | ハゲタカウォーズ!!（テレビ東京）                                                                                     |
| 1月4日 | ロンブーハローワーク!将来のお仕事適性検査SP                                                                          |
| 1月4日 | 親不孝者大賞 |
| 1月4日 | ロンブーの芸能界お絵かきドリームマッチ!                                                                              |
| 1月5日 | 黒いバッグの女（テレビ朝日）                                                                                         |
| 1月5日 | 初体験!へんしん生活                                                                                                  |
| 1月5日 | イメチェンの館 |
| 1月6日 | 中居正広プロ野球革命                                                                                                 |
| 1月7日 | 中居正広の(生)スーパードラマフェスティバル                                                                           |
| 1月7日 3月25日 | 世界記録工場 |
| 1月8日 | ブレスト〜女子高生、10億円の賭け!（テレビ朝日）                                                                      |
| 2005年10月13日 1月8日 10月6日（金スペ!） 12月23日(細木数子のクリスマスプレゼント!)                                                                             | 細木数子の六星占術スペシャル（TBS）                                                                                  |
| 2005年12月13日 1月17日 | カスペ! 部活 |
| 1月20日 | 新・細うで繁盛記（原作:花登筐）                                                                                      |
| 1月27日 | 無医村に花は微笑む（原案:将基面誠）                                                                                  |
| 1月29日 | マチャミ先生のウキウキ修学旅行（テレビ朝日）                                                                         |
| 1月31日 | カスペ!CMヒットスタジオ!アナタを売ります大作戦                                                                       |
| 2月4日 | 橋田壽賀子スペシャル 夫婦（テレビ朝日）                                                                              |
| 2月7日 | カスペ!アニメソングカウントダウン 2006                                                                               |
| 2月11日 | 唐沢寿明Presents記憶のチカラ（日本テレビ）                                                                           |
| 2月14日 | ドラマ・コンプレックス時代屋の女房（原作:村松友視）                                                                  |
| 2月18日 | それは運命か奇跡か!DNAが解き明かす人間の真実と愛IV                                                                   |
| 2月25日 | キッチン・ウォーズ（フジテレビ）                                                                                     |
| 2月26日 | 龍馬の黒幕（北海道放送）                                                                                             |
| 3月1日 10月6日 | ウンナン極限ネタバトル! ザ・イロモネア 笑わせたら100万円 (TBS)                                                       |
| 3月3日 | 生きててもいい…? 〜ひまわりの咲く家〜（フジテレビ）                                                                  |
| 3月3日 3月10日 | 綾辻行人・有栖川有栖からの挑戦状（朝日放送）                                                                         |
| 2005年3月23日 2005年4月6日 2005年10月27日 2005年11月8日 3月6日 3月7日 3月13日 3月28日 4月6日 4月20日 6月22日                                                   | M-1グランプリIN迷子                                                                                                  |
| 3月10日 | 指先でつむぐ愛（光成沢美原作）                                                                                       |
| 3月17日 | 時空のファンタジスタDr.レオン生放送日テレジャック（日本テレビ）                                                      |
| 3月17日 | 彼女の恋文（テレビ朝日、テレビ朝日 21世紀新人シナリオ大賞第5回グランプリ受賞作品）                                   |
| 3月18日 | シンデレラになりたい!（TBS）                                                                                         |
| 2005年1月5日 2005年9月18日 2005年12月27日 3月29日〜 | 着信御礼!ケータイ大喜利（NHK総合）                                                                                   |
| 3月22日 | 少しは、恩返しができたかな（TBS）                                                                                    |
| 3月26日 | パンチライン（TBS）                                                                                                  |
| 3月27日 | ある愛の詩（TBS） |
| 4月1日 6月4日(再放送) 9月30日 | オールスター感謝祭'06（TBS）                                                                                         |
| 4月3日 | アース・クエイク 平成18年春・東京大震災（日本テレビ）                                                                |
| 4月4日 | さいごの約束（フジテレビ）                                                                                           |
| 4月6日 | 極上グルメ危機一髪!!（日本テレビ）                                                                                   |
| 4月7日 12月26日 | Happy!（TBS） |
| 4月7日 12月25日 2009年5月25日 2010年5月24日 2011年5月23日 2012年6月4日 2013年5月27日 2015年5月25日 2016年5月23日 2017年5月22日                                 | TRAP LABYRINTH（フジテレビ）                                                                                         |
| 4月9日、4月10日 | 赤い奇跡（TBS） |
| 4月11日 7月4日 10月10日 | 爆笑そっくりものまね紅白歌合戦スペシャル (フジテレビ)                                                                |
| 5月13日 | 奇跡の動物園〜旭山動物園物語〜(フジテレビ)                                                                           |
| 6月11日 | 大泉洋がナマで実況！YOSAKOIファイナル独占ナマ中継（北海道テレビ・BS朝日）                                            |
| 2004年10月30日 6月23日 | 出没!アド街ック天国「目黒」(テレビ東京)                                                                              |
| 6月30日 | 金曜エンタテイメントこちら新宿駆けこみ寺〜泣き笑い玄さん奮闘記〜(フジテレビ)                                         |
| 7月1日 | 探偵学園Q |
| 7月3日 | HERO |
| 7月7日、12月30日 | アンガールズの大阪!てんねん笑図鑑（朝日放送）                                                                        |
| 7月14日(7月26日) | 明石家くりぃむランド〜新キャラの王国〜（朝日放送）                                                                   |
| 7月22日 | FNSソフト工場 ON THEATER 爆笑探偵団(北海道文化放送)                                                                  |
| 8月1日 | トリプル・キッチン(TBS)                                                                                              |
| 8月13日 | イッセー尾形のたった二人の人生ドラマ(NHK総合)                                                                        |
| 1月3日 8月15日 | カスペ!イマだ!タレント活性工場「ノムさん」                                                                           |
| 5月4日 8月11日 | 江戸の頭脳に挑戦!其の二 〜粋な遊びのテーマパーク〜(NHK総合)                                                          |
| 5月13日 8月16日 | いよっ日本一!（NHK総合）                                                                                             |
| 6月3日 8月17日 11月6日 | THEクイズモンスター(NHK総合)                                                                                         |
| 6月22日 | M-1グランプリ IN OKINAWA(NHK総合)                                                                                    |
| 8月7日 8月9日 2007年1月7日 2007年1月13日 | 文珍・南光のわがまま演芸会(NHK総合)                                                                                  |
| 8月20日 | 林家三平ものがたりどーもスィマセーン!(テレビ東京)                                                                    |
| 2004年4月25日 2005年12月31日 8月21日 | 月バラ!コドモのギモン!（テレビ朝日）                                                                                 |
| 2005年10月13日 2005年12月30日 8月26日 12月30日 2009年5月23日 2010年5月22日 2011年5月21日 2012年5月26日 2013年5月25日 2015年5月23日 2016年5月21日 2017年5月20日 | お笑いチャンピオンボウリング                                                                                         |
| 8月28日 | 月曜ゴールデンCMの日特別企画「メッセージ〜伝説のCMディレクター・杉山登志〜」（毎日放送）                             |
| 9月1日 | ライオンスペシャル 第26回全国高等学校クイズ選手権（日本テレビ）                                                      |
| 9月2日 10月9日 | 大麦畑でつかまえて（北海道テレビ）                                                                                   |
| 9月5日 | カスペ!オールスター大集合!一発勝負で賞金ゲット!イライラゲームランド                                                  |
| 9月8日 | 金スペ!ザ・ディール                                                                                                  |
| 9月12日 | カスペ! 島田紳助監督!芸能人チアダンス部 汗と涙の全国大会への道!真剣にやったら本当に勝っちゃったぞ3カ月間完全密着SP   |
| 9月13日 | カクレカラクリ（TBS）                                                                                                |
| 9月16日 | 第1回輝け!オールスター合唱コンクール（テレビ東京）                                                                   |
| 9月17日 | 僕たちの戦争（TBS）                                                                                                  |
| 9月18日 | プレミアム10 介護エトワール（NHK総合）                                                                               |
| 9月18日 | アンテナ22特別ドラマスペシャル総理大臣小泉純一郎 歴史に残る2000日 5つの謎を解く!（日本テレビ）                       |
| 9月18日 | 月曜ゴールデン地球創世ミステリー〜プラネット・ブルー海と大地の鼓動を聴け（TBS、BBC）                                 |
| 9月18日 | 巨大魚を追え!ニッポンの凄腕漁師（テレビ東京）                                                                        |
| 3月30日 9月20日 | 今夜決定!1億3000万人が選ぶ最強のカラオケヒットソング!全部ご本人の歌でお見せしますSP「今すぐ歌いたい!」（日本テレビ） |
| 9月21日 | カミングアウトバラエティ 秘密のケンミンSHOW（よみうりテレビ）                                                        |
| 9月21日 2007年1月13日 2007年9月24日 | 鶴瓶のニッポン武勇伝 言わずに死ねるかっ!!我が家のスゴイ人GP                                                          |
| 9月22日 | 金スペ!（最終回）ザ・催眠〜奇跡の癒しパワー〜悩めるトラウマ芸能人涙の完全解決SP（TBS）                               |
| 2005年6月10日 9月22日 | 金曜エンタテイメント特別企画踊る!親分探偵（フジテレビ）                                                              |
| 9月22日 2007年4月9日 2007年10月5日 | 歌手に挑戦!カラオケ★バトル（テレビ東京）                                                                             |
| 3月31日 9月22日 2007年10月5日 | 輝く命II〜衝撃の運命と家族の愛〜（テレビ東京）                                                                       |
| 2005年9月19日 9月24日 | 今夜!1年ぶりに復活史上空前の超巨大自然アドベンチャーパーク“DOORS2006”（TBS）                                         |
| 2005年9月19日 10月16日- | フェイク・オフ〜完全なる相関図〜（フジテレビ）                                                                       |
| 9月26日 | Ns'あおいスペシャル 桜川病院最悪の日（フジテレビ）                                                                   |
| 9月27日 | ありがとう10周年!超はなまるマーケット大感謝祭スペシャル!!（TBS）                                                     |
| 2005年4月26日 10月13日 1月12日 3月30日 9月28日 | 恐怖の食卓!病は食から（フジテレビ）                                                                                  |
| 1月5日 9月28日 12月27日（水トク!） 2009年5月27日 2010年5月26日 2011年5月25日 2012年5月30日 2013年5月29日 2015年5月27日 2016年5月25日 2017年5月24日             | 決定!全国47都道府県超ランキングバトル!!出身県で性格診断!?ニッポン県民性発表SP（TBS）                                 |
| 9月28日 | ダイエット☆コンバット 〜芸能人ペアやせ決戦!!〜（日本テレビ）                                                         |
| 9月29日 | LOVE LOVE堂本兄弟10周年記念生放送SP（フジテレビ）                                                                    |
| 10月3日 | アンフェア the special コード・ブレーキング―暗号解読（関西テレビ）                                                   |
| 1月8日 10月5日 2010年5月26日 | 卍くりぃむVS芸能人卍卍爆笑どっきり作戦卍                                                                             |
| 1月28日 2月4日 10月6日 | SAMURAI5・500万円を守りぬけ!金が欲しけりゃプレッシャーに負けんなよっ!SP(日本テレビ)                                  |
| 2005年9月24日 4月8日 10月5日 | ガンリキ (テレビ朝日)                                                                                                |
| 10月5日 | 芸能人1万人の3人 ルイはトモを呼ぶSP（フジテレビ）                                                                    |
| 10月8日 | 独占取材!私だけが知っている小泉純一郎（フジテレビ）                                                                  |
| 10月13日 | 今世紀最大の謎 真・聖杯伝説 キリストの暗号（テレビ東京）                                                             |
| 10月13日 | ミュージック×ドラマスペシャルMの司会者（フジテレビ）                                                                 |
| 10月14日 | 超ド級歴史エンタテイメント 困難と闘え!セブンワンダーズ七つの奇跡の物語（日本テレビ）                                 |
| 10月24日 | 史上最大の女帝エカテリーナ 愛のエルミタージュ物語（日本テレビ）                                                      |
| 10月28日 | コミュニケーション・エンターテインメント「人見知りな夜…。」（NHK総合）                                               |
| 10月30日 | 解体新ショウ（NHK総合）                                                                                              |
| 2005年9月28日 3月31日 11月7日(カスペ!) | 現役教師1000人大告白SP これが今どきの学校だ!!（フジテレビ）                                                          |
| 11月10日 | 金曜プレステージ 秋の教育スペシャル「君の居場所をください〜傷だらけの子供たち〜愛と涙の密着1000日」（フジテレビ）    |
| 2005年11月12日 11月11日 | たけしの日本教育白書（フジテレビ）                                                                                   |
| 11月17日 | 金曜プレステージ ひみつな奥さん（フジテレビ）                                                                        |
| 11月18日 | 土曜プレミアム 東京タワー 〜オカンとボクと、時々、オトン〜                                                           |
| 2月19日 11月19日 | 田舎を食べよう!ふるさとグルメ大賞（テレビ東京）                                                                      |
| 11月21日 | 芸能人の絵心を大公開言葉を絵にして伝えるお絵描き番組・絵画伝達バトル エデン（カスペ!）                               |
| 11月22日 | 熟年結婚（テレビ東京）                                                                                               |
| 11月23日 | リヤカーマンのでっかい地球!大冒険〜アマゾン発地球一周40000キロに挑む（テレビ東京）                                   |
| 11月23日 | 自転車少年記（テレビ愛知）                                                                                           |
| 11月24日 | 奇跡の夫婦愛スペシャル 虹を架ける王妃（金曜プレステージ）                                                            |
| 11月25日 | 奇跡の夫婦愛スペシャル 遙かなる約束〜50年の時を越えた運命の愛〜（土曜プレミアム）                                    |
| 11月25日 11月26日 | 氷点（テレビ朝日）                                                                                                   |
| 12月4日 | 君が光をくれた子供たちが教えてくれた〜少女と捨て犬の“命”の再出発物語（TBS）                                          |
| 12月9日 | 硫黄島〜戦場の郵便配達〜（土曜プレミアム）                                                                           |
| 12月13日 | 仰天人気!!これが世界のスーパー動物園!!あなたも体験スペシャルツアーTBS（水トク!）                                     |
| 12月15日 | 芸人魂!ガチレース（朝日放送）                                                                                        |
| 12月16日 | ご当地ツウdeショウ（NHK総合）                                                                                        |
| 12月19日 | ダウンタウンVS魔術師Dr.レオン絶対見破るぞ史上最強マジックSP（日本テレビ）                                            |
| 12月20日 | 年忘れ!2006豪華有名人 紅白歌の壮絶バトル（日本テレビ）                                                               |
| 12月22日 | 新宿の母物語（金曜プレステージ）                                                                                     |
| 12月23日 | 白い恋人（HTB、アニメ）                                                                                              |
| 12月23日 | イザワ・クリスマスオープン・テニストーナメント (放送権・テレビ東京)                                                  |
| 12月23日 | さんま&SMAP美女と野獣のクリスマススペシャル’06 (日本テレビ)                                                          |
| 12月23日 | ドスペ!「ダウンタウンが本気で報道やります…NEWS 2006」（テレビ朝日）                                                  |
| 12月24日 | 未来報道2006（日本テレビ）                                                                                           |
| 12月24日 | ナイナイクリスマス!!ブチ抜き4時間生放送 日本国民1億3千万がきよしこの夜しあわせにな〜れスペシャル!!（TBS）            |
| 12月24日 | 中居正広のイケてるアスリート決定戦（日本テレビ）                                                                     |
| 12月25日 | ようこそ!魔性の食卓へ（NHK総合）                                                                                     |
| 12月26日 | サイドマンブルース（NHK総合）                                                                                        |
| 12月26日 | 新バラ!オンナの時間ですよ(テレビ東京)トーク番組                                                                      |
| 12月26日 | 模範解答男（フジテレビ）                                                                                             |
| 12月27日 | 徳光和夫の世界感動スペシャル 海を越えた家族愛（テレビ東京）                                                          |
| 12月27日 | 松本清張ドラマスペシャル 波の塔（TBS）                                                                               |
| 12月27日 | 警視庁捜査一課9係2006年最後の事件                                                                                    |
| 12月27日 | パーソナルコメディー 伊武さん、ルート外れてます（NHK総合）                                                           |
| 12月27日 | ダイブ・トゥ・ザ・フューチャー（関西テレビ）                                                                         |
| 12月28日 | スクープ!緊急生SP“お前は誰だ”金正日が怖れる男…リ・ジュン（日本テレビ）                                               |
| 12月28日 | 天国のスタア2006（日本テレビ）                                                                                       |
| 12月28日 | 語呂で覚えるカンタン記憶術!! 爆憶!ゴロワーズ!(日本テレビ)                                                            |
| 12月28日 | お腹が鳴る絶品グルメ極旨 クイズ!美味紳助 （テレビ朝日）                                                              |
| 12月28日 | オンタマ2006・年末1時間SP（テレビ朝日）                                                                              |
| 12月28日 | 史上最強のドッキリ大作戦 〜特殊メイクで芸能人大変身〜（テレビ東京）                                                  |
| 12月28日 | The WORD〜情熱の創造者たち〜（BS日テレ、BS-i、BSフジ、BS朝日、BSジャパン、〜2007年1月3日）                           |
| 12月28日 | ダブル 複体（関西テレビ）                                                                                            |
| 12月29日 | スティング松岡 危機一髪!（フジテレビ、深夜ドラマ）                                                                   |
| 12月29日 | 蹴鞠師(関西テレビ)                                                                                                   |
| 12月29日 | ラブ待ち〜ふたりの未来を決める待ち合わせ〜（フジテレビ）                                                             |
| 12月29日 | 奇跡の映像大冒険!アドベンチャーTV'06（TBS）                                                                          |
| 12月29日 | お母さんは泣いてるぞ（よみうりテレビ）刑事コント                                                                     |
| 12月29日 | 上田晋也の日本の宿題（テレビ朝日）                                                                                   |
| 12月29日 | 超人!スポーツマン 神技スーパーバトル2006（テレビ東京）                                                               |
| 12月29日 | 心理分析ドキュメントラポールの旅（テレビ東京）                                                                       |
| 12月29日 | 旅はA-NAVI30分拡大スペシャル（北海道文化放送）                                                                       |
| 12月30日 | 高校生制服対抗ダンス甲子園（日本テレビ）                                                                             |
| 12月30日 | SPORTS LEGEND（日本テレビ）                                                                                          |
| 12月30日 | 韓流さまぁ〜ず!師走にのんびり韓国行っちゃったよ!SP（TBS）                                                            |
| 12月30日 | 叱って!ブロンド先生〜英会話ダメ出しバラエティ〜（TBS）                                                               |
| 12月30日 | 年末プレミアSP久米宏から日本人へ 仰天!こんな昭和史もあったのかスペシャル（TBS）                                      |
| 12月30日 | ワールドカップをめぐる冒険（フジテレビ）                                                                             |
| 12月30日 | 写真物語（フジテレビ）                                                                                               |
| 12月30日 | 鳥越道場（朝日放送）                                                                                                 |
| 12月30日 | 女神の勝負食SP（テレビ朝日）                                                                                         |
| 12月30日 | ツッコミ日本代表2006（テレビ東京）                                                                                   |
| 12月30日 | 京都もうひとつの歴史・信長・秀吉・家康の野望(テレビ東京)ドキュメンタリー（〜12月31日）                               |
| 12月31日 | 通の殿堂（フジテレビ）                                                                                               |
| 12月31日 | 未来の法則〜夢が常識になる日〜（フジテレビ）                                                                         |
| 12月31日 | 吉本お笑いオーケストラ2（テレビ朝日）                                                                                |
| 12月31日 | ダウンタウンのガキの使いやあらへんで!!絶対に笑ってはいけない警察24時 (日本テレビ)                                    |
| 12月31日 | 細木数子のニッポンの大みそか（フジテレビ）                                                                           |

## トリノオリンピック
※は「感動が待っトリ〜ノ!」のキャンペーンキャラクター。
| 放送局     | スタジオキャスター                      | 現地キャスター                           | テーマソング                |
| ---------- | --------------------------------------- | ---------------------------------------- | --------------------------- |
| NHK        | 持ち回り - 工藤三郎 - 膳場貴子 - 曽根優 | - 堀尾正明 - 青山祐子                    | 平原綾香「誓い」            |
| 日本テレビ | - 上戸彩                                | - 荻原次晴 - 鈴木崇司 - 阿部哲子※        | 浜崎あゆみ「Born To Be...」 |
| TBSテレビ  | - 久保田智子 - 藤森祥平                 | - 中居正広 - 小倉弘子※                   | 小田和正「まっ白」          |
| フジテレビ | - 春日由実 - 舞の海                     | - 浜田雅功 - 高島彩※ - 三宅正治 - 奥寺健 | 倖田來未「WIND」            |
| テレビ朝日 |                                         | - 松岡修造 - 武内絵美※                   | SMAP「Triangle」            |
| テレビ東京 | - 藤井隆 - 眞鍋かをり - 亀井京子        | - 水野裕子 - 島田弘久 - 滝井礼乃※        | Crystal Kay「Together」     |

## 2006 FIFAワールドカップ
| 放送局     | スタジオキャスター                                   | 現地キャスター                                                  | テーマソング                                  |
| ---------- | ---------------------------------------------------- | --------------------------------------------------------------- | --------------------------------------------- |
| NHK        | 堀尾正明、廣瀬智美                                   | 全編現地実況中継                                                | ORANGE RANGE 「チャンピオーネ」               |
| 日本テレビ | 福澤朗、森麻季                                       | 鈴木崇司、北澤豪                                                | GAKU-MC/桜井和寿(Mr.Children) 「手を出すな!」 |
| TBS        | 荒川静香(イブニング・ファイブSPキャスター)、国分太一 | 加藤浩次、白石美帆                                              | TOKIO 「Get Your Dream」                      |
| フジテレビ | 各情報番組司会者に一任                               | ジョン・カビラ、内田恭子、（スペシャルキャスター）明石家さんま  | 矢井田瞳 「STARTLiNE」                        |
| テレビ朝日 | 矢部浩之、川平慈英                                   | 香取慎吾（JFA・FIFA公認ジャパンコーソシアム応援団長）、松岡修造 | SMAP 「buzzer beater」                        |
| テレビ東京 | 大橋未歩                                             | 浅野哲也、前園真聖                                              |                                               |